# 西東京バス
西東京バス株式会社（にしとうきょうバス）は、東京都八王子市に本社を置く京王グループのバス事業者。京王電鉄の連結子会社である。
本社のある八王子市をはじめ、営業所・支所を置くあきる野市・青梅市を中心に、多摩西部および山梨県北東部の一部で一般路線バスを運行する。運行エリアの自治体からのコミュニティバス運行受託、高速バス・空港連絡バスの運行も行う。また貸切バス・特定バス事業も行っている。本業のバス事業の他に、八王子市上川町で霊園の販売も行う。
1999年から2008年まで、一部営業所の管轄路線を分離子会社の多摩バスへ移管していたが、再統合により全路線が西東京バスの運行となっている。
2020年12月から2025年3月まで、貸切バス事業を請け負う子会社として西東京モビリティサービス株式会社（にしとうきょうモビリティサービス）が存在したが、2025年4月に西東京バスへ吸収合併された。本項では西東京モビリティサービスについても併せて記述する。

## 概要

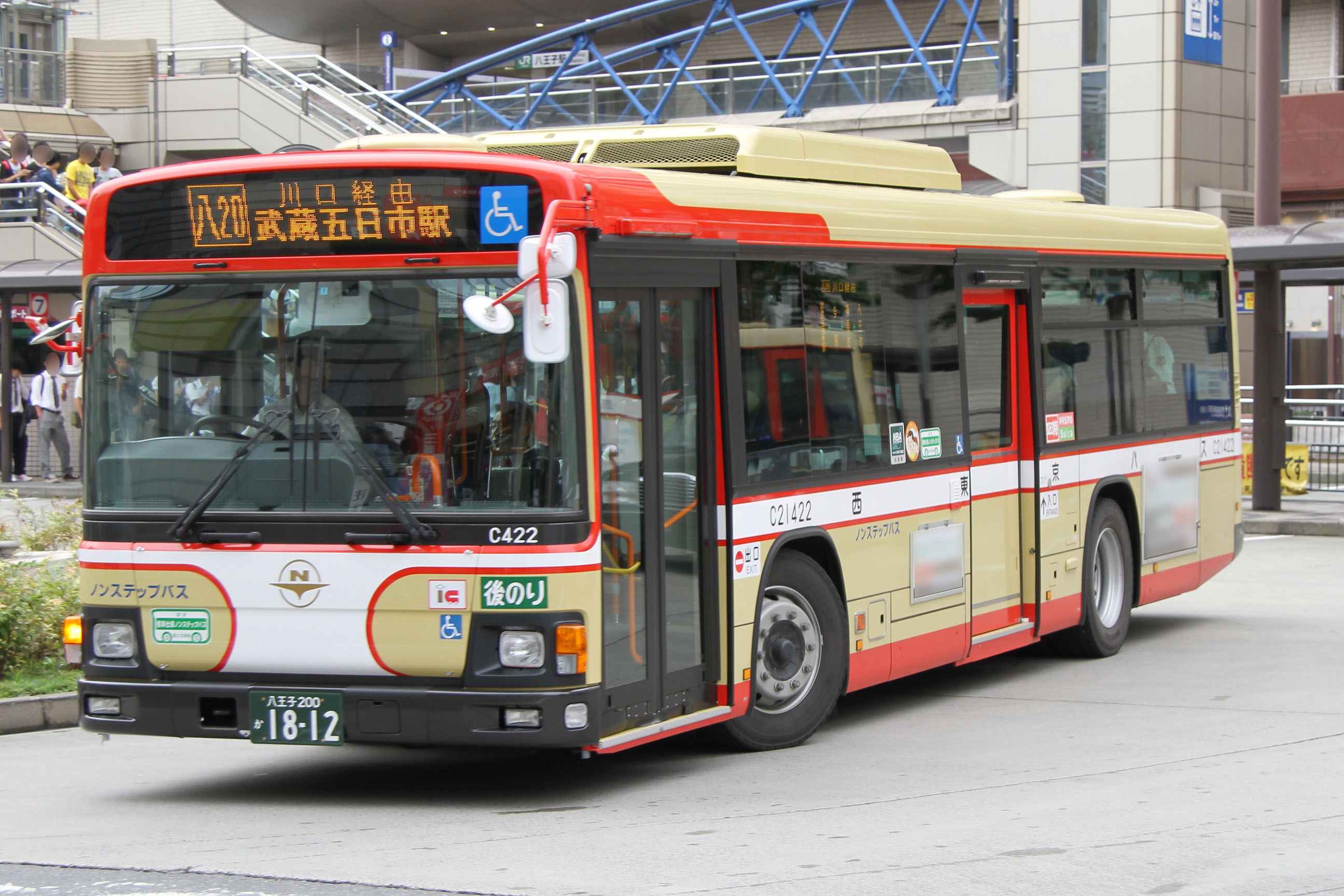
西東京バスの一般路線車
JR八王子駅北口にて

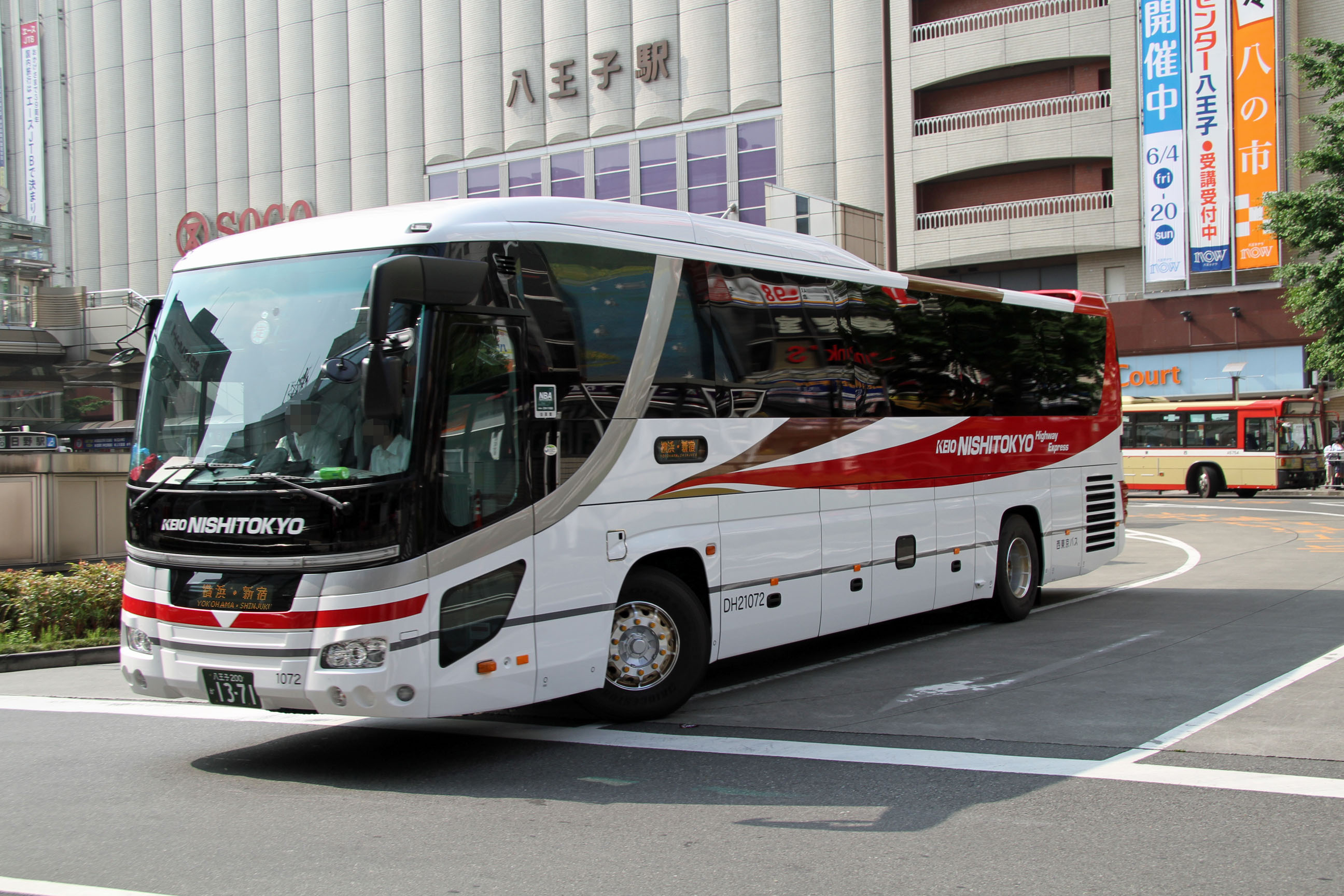
西東京バスの高速車両
京王グループ共通カラー

京王帝都電鉄（現・京王電鉄）の傘下となった高尾自動車・奥多摩振興・五王自動車の3社が、1963年10月1日に合併して西東京バス株式会社が成立した。他の2社を吸収合併した奥多摩振興は、元は青梅電気鉄道（現在のJR青梅線）のバス部門であった。
1999年から2008年まで、青梅地区及び八王子西部地区の陣馬街道・高尾街道系統の一般路線、新宿駅・京王八王子駅発着の夜行高速バスは、子会社の多摩バスへ移管されていた。
また、当社主催のバスツアー「西東京旅の会」（京王グループ共通ポイントサービスのポイント付加対象）も実施していたが、2006年6月に終了している。
なお、社名と名称が類似した自治体に東京都西東京市があるが営業範囲には含まれていない（市町村合併による西東京市の発足は2001年）。山梨県甲府市に本社を置く西東京観光バスとも関係はない。

## 本社・営業所

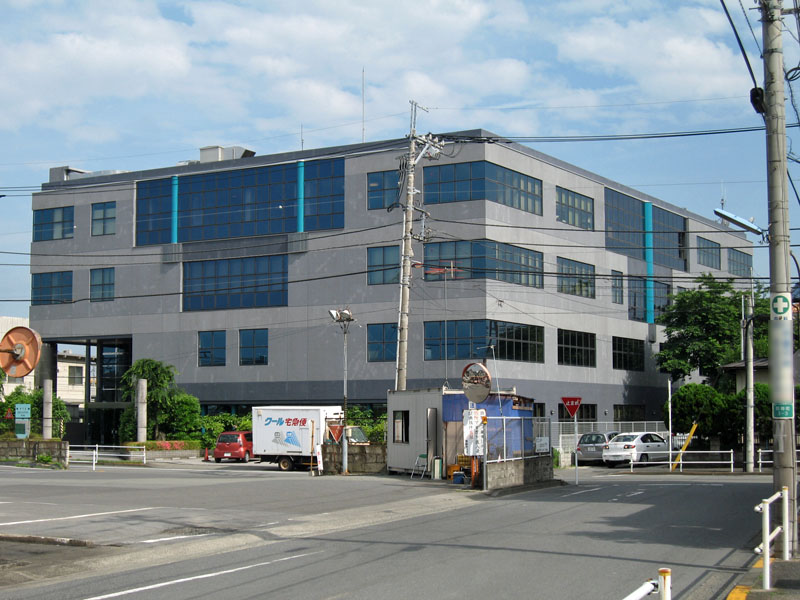
本社（NTB八王子ビル）

現在の本社は、東京都八王子市明神町3丁目に所在する本社ビル「NTB八王子ビル」に入居する。中央本線と京王線との立体交差付近にある。1992年に廃止された八王子営業所の跡地に建設され、旧本社ビルから移転した（本社所在地の変遷は#年表を参照）。
路線を担当するバス営業所は多摩西部に4か所所在し、それぞれの周辺地域の路線を担当している。このうち、青梅営業所は1999年から2008年まで、恩方営業所は2000年から2008年まで多摩バスに移管されていた。
西東京バスの相模原営業所を除く全営業所が東京運輸支局八王子自動車検査登録事務所の管轄区域に所在するため、相模原営業所以外の車両の登録番号は八王子ナンバーとなる。なお1985年の同所開設以前は、東京陸運事務所多摩支所（当時）管轄で多摩ナンバーが交付されていた（#夕やけ小やけ号を参照）。
- 現本社ビル「NTB八王子ビル」 - 東京都八王子市明神町3丁目1-7[1]
- 楢原営業所（営業所記号：A） - 東京都八王子市楢原町591-1[1]

1971年5月31日開設。
- 中野学園車庫（営業所記号：M） - 東京都八王子市戸吹町1100

- 五日市営業所（営業所記号：C） - 東京都あきる野市舘谷台24[1]

1963年10月1日の西東京バス設立の際、旧・五王自動車を引き継いで設置。
- 下町車庫（旧・五日市営業所敷地内） - 東京都あきる野市五日市70
- 氷川支所（営業所記号：E） - 東京都西多摩郡奥多摩町氷川213
  - 2022年10月1日より「氷川車庫」から「氷川支所」へ改称。
  - 氷川工場（車庫兼用、氷川車庫と一体） - 同上

- 青梅支所（営業所記号：B） - 東京都青梅市末広町1丁目3-3
  - 1963年10月1日の西東京バス設立の際、旧・奥多摩振興を引き継いで設置。
  - 2022年10月1日より青梅営業所から格下げされ、五日市営業所が管轄する支所になり、「青梅支所」へ改称。

- 恩方営業所（営業所記号：D） - 東京都八王子市下恩方281-1[1]

1992年4月6日、八王子営業所に代えて新設。
- 相模原営業所（営業所記号：F） - 神奈川県相模原市中央区田名3532-15[1]

子会社だった西東京モビリティサービスの貸切バス専用営業所として2020年12月10日に設立され、橋本駅から大型物流施設「GLP ALFALINK相模原」の関係者輸送を担い、営業所も同施設内に置く。この営業所のみ、神奈川運輸支局相模自動車検査登録事務所の管轄区域に所在するため、車両の登録番号は相模ナンバーとなる。

### 過去の本社・営業所

#### 旧本社ビル「西東京ビル」

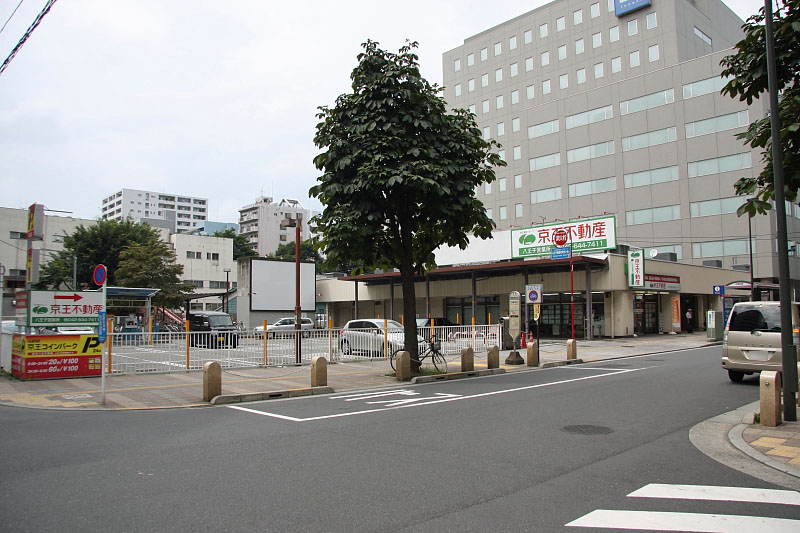
京王八王子高速バスターミナル跡地（2009年撮影）

1960年代後半になると、モータリゼーションの進展によりバス利用者の減少が見られたため、事業の多角化を図りレジャー事業へ進出した。当時ブームとなっていたボウリングに着目し、1973年に京王八王子駅前の京王八王子高速バスターミナルに隣接して「西東京ビル」を完成させ、60レーンのボウリング場「西東京ボウル」をオープン、本社事務所も同ビル内に移転した。旧本社ビルの壁は黄色く塗られ「西東京ボウル」の大きな看板が掛かっていた。しかしその後のレジャー多様化によりボウリング場の運営は行き詰まり、1992年3月に「西東京ボウル」は閉鎖された。
その後、本社は移転し「西東京ビル」は解体され、跡地には京王電鉄がオフィスビル「京王八王子明神町ビル」を建設し、日本ヒューレット・パッカード八王子事業所に賃貸している。

#### かつて存在した営業所

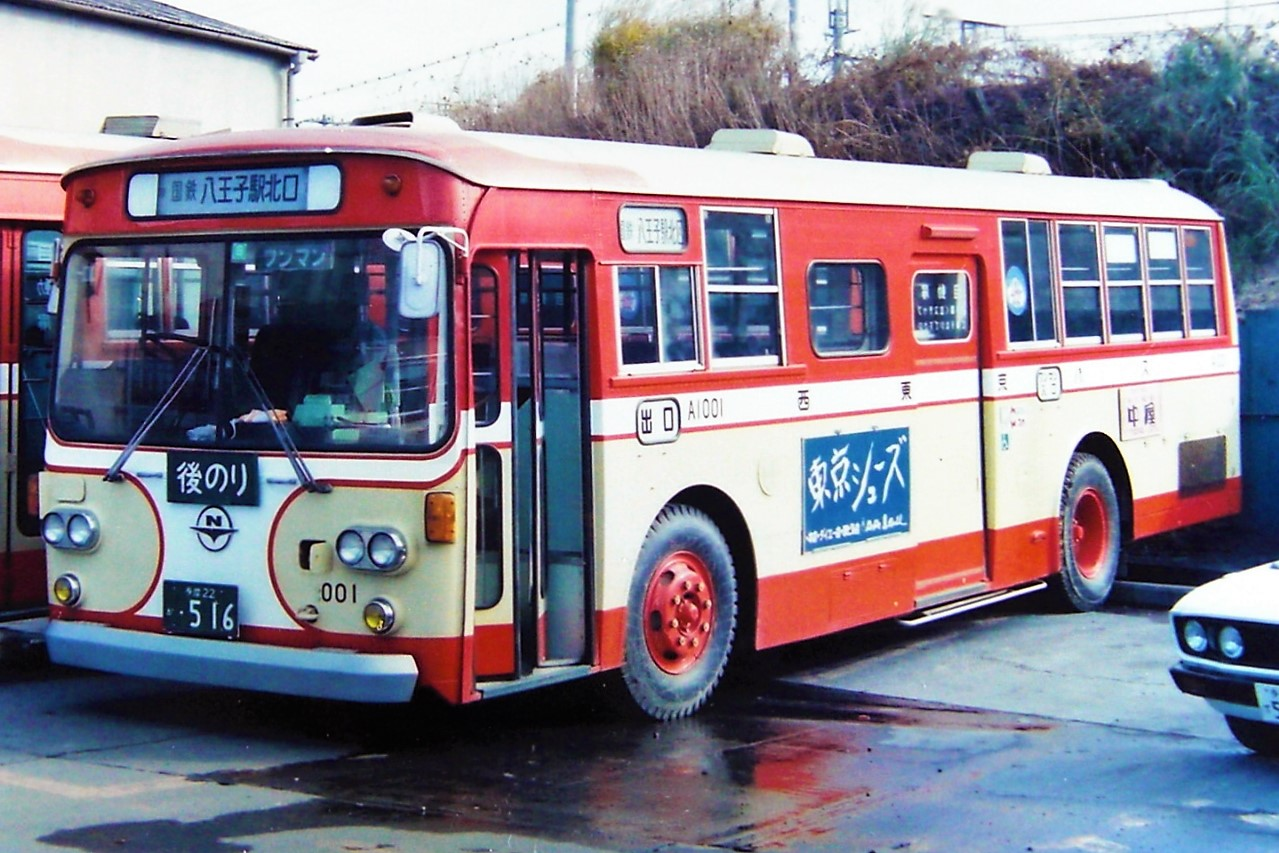
八王子営業所に所属していたいすゞ・BU06（1985年撮影）
八王子ナンバー交付開始前の車両なので多摩ナンバーで登録されている

- 旧本社ビル「西東京ビル」- 東京都八王子市明神町4丁目（現：京王八王子明神町ビル[15]）
- 八王子営業所（営業所記号A） - 東京都八王子市明神町3丁目

1963年10月1日の西東京バス設立の際、旧・高尾自動車を引き継いで設置（#沿革を参照）。
1992年4月6日に恩方営業所を新設し、八王子営業所は廃止された。
営業所記号Aを用いていたが、廃止時に楢原営業所に引き継いだ（恩方営業所がDとなる）。
八王子営業所の跡地には、新本社ビル「NTB八王子ビル」が建設された。
八王子営業所時代の車庫スペースの一部は引き続き、バス折返場「明神車庫」（みょうじんしゃこ）として使用されている。
- 日野営業所（観光バスセンター） - 東京都日野市旭が丘3丁目

2003年に観光バス事業の多摩バスへの移管とともに廃止、多摩バス恩方営業所へ統合。
跡地はケーヨーデイツー日野旭が丘店となっている。
- 京王八王子高速バスターミナル - 東京都八王子市明神町4丁目

2007年4月1日、多摩バスが運行する夜行高速バス事業の縮小により廃止。
高速バス発券業務は、西東京バス八王子駅北口案内所（京王プラザホテル八王子前）へ移管。
八王子発着のリムジンバスは本社ビル「NTB八王子ビル」向かいの明神車庫で停泊する。

## 沿革
ここでは西東京バスの前身となった、八王子および西多摩地区のバス事業者3社の歴史も含めて記述する。
高尾自動車が八王子営業所（A）、奥多摩振興が青梅営業所（B）、五王自動車が五日市営業所（C）のそれぞれ前身となっている。

### 高尾自動車
1916年、八王子駅前で旅館業・ハイヤー業を営んでいた豊泉信太郎率いる高尾自動車が八王子駅 - 高尾山下でバスの運行を開始した。これは1913年に京王電気軌道（現・京王電鉄）が東京で初めて（鉄道開通まで一時的に）バスを運行してからわずか3年後であり、継続的運行の路線バス事業では高尾自動車が東京で初となる。
この路線は1923年に運行を開始した八王子市街自動車（京王電鉄バス八王子営業所の前身）の路線と競合したため八王子 - 高尾山下の路線を譲渡、翌1924年に八王子駅 - 恩方村（現・八王子市）川原宿間の新路線（恩方線）を開設、1932年までに上案下（陣馬高原下）まで延伸し、高尾自動車の主力路線となった。
1940年にハイヤー事業を八王子交通事業株式会社へ譲渡してバス専業となった高尾自動車は戦時統合の影響も受けず、1945年の戦災で本社社屋は焼失したものの、車両への被害はほとんどなかったためいち早く運行再開し、1948年11月に八王子駅 - 加住村（現・八王子市）戸吹間（戸吹線）、1953年11月に中野循環線、1954年11月に西八循環線と、八王子駅周辺に次々と路線を開設していった。
京王帝都電鉄（現・京王電鉄）は、八王子地区で競合していた高尾自動車をまず1955年に買収した。京王の傘下入りした高尾自動車は以後5年間に、八王子駅 - 四谷 - 宮の前間（城山線）、台町 - 富士森公園間（富士森線）、八王子駅 - 小田野 - 美山町間（美山線）と、相次いで新路線を開業させている。観光バス事業も1957年に八王子観光株式会社を吸収合併し、事業区域も相模原市及び津久井郡（現在は郡下町がすべて相模原市に編入）にまで拡張していった。

### 奥多摩振興
奥多摩振興は、青梅電気鉄道（現・JR青梅線）が同社沿線の開発を主な目的として1928年10月30日に設立した会社である。青梅線国有化後は同社のバス事業の受け皿となり、のちに西東京バス発足時の3社合併の際は合併主体となって、法人としての西東京バスの母体となった会社でもある。
青梅・奥多摩地区における最初のバス路線は、1922年に奥多摩自動車により運行開始された二俣尾（当時の青梅鉄道の終着駅） - 鳩の巣間である。1930年に青梅電気鉄道はその奥多摩自動車を買収、同年8月には御嶽駅から氷川まで延伸した（鉄道延伸への先行的路線）。他に「砂川乗合」の西砂川 - 国分寺駅間、拝島駅 - 東秋留駅間の路線なども編入した。
1944年4月1日、戦時統合により青梅電気鉄道の鉄道部門は国有化（現・JR青梅線）されたが、バス部門は引き続き青梅電気鉄道により運行されていた。終戦後の1946年4月に青梅電気鉄道のバス事業は子会社の奥多摩振興へ譲渡された。

1944年に青梅線が氷川駅（現・奥多摩駅）まで全通すると、1949年に氷川 - 川野 - 丹波山間、1952年には川野 - 小菅間が開通、また同年には沢倉 - 東日原間を開通させ日原鍾乳洞へ乗り入れた。また戦後の経営難から1947年に拝島駅 - 砂川 - 国分寺駅間、松島公園 - 福生間、拝島駅 - 小荷田間ほか1路線を立川バスへ譲渡した。このことはのちに奥多摩振興の青梅線福生駅以東への路線拡大を阻む要因となった。
1950年代には、小河内ダムの建設で脚光を浴びつつある奥多摩地区に独占的な路線網を持つ奥多摩振興を巡り、立川バスを傘下に収めさらなる事業区域拡大を目指す小田急電鉄、ダム建設当事者である東京都、そして京王帝都電鉄の3者による買収合戦が繰り広げられたが、結局1956年に京王帝都電鉄の傘下に入っている。
翌1957年11月26日に小河内ダムが竣工、1961年には観光路線として、東京都交通局と共同運行で新宿駅西口 - 奥多摩湖間、立川バスとの共同運行で立川駅 - 奥多摩湖間の急行バスをそれぞれ運行開始している。

### 五王自動車
1920年に石川自動車は、これまで川口村（現・八王子市）今熊 - 八王子（平岡町）間で運行していた乗合馬車に代えて、五日市 - 八王子間でトラック改造の乗合自動車の運行を開始した。関東大震災後に正式な路線免許を取得し、1924年には五王自動車商会に商号を改めた（五日市・八王子から一文字ずつ取ったもの）。
1925年に五日市鉄道（現・JR五日市線）が開業すると、五王自動車商会は五日市中心部に営業所を構え、1930年までに五日市から福生町、青梅、戸倉村西戸倉（後に十里木まで延伸）へと路線を拡充した。
戦時中も高尾自動車と同様に戦時統合の影響を受けることもなく、戦後の1947年に法人化の上で五王自動車へ社名を再変更した。
1950年には立川バスとの相互乗り入れで立川 - 五日市間の路線を開業、その後1950年代から1960年代初頭にかけては、秋川渓谷の上養沢や数馬へ路線を伸ばしている。
1954年に小田急グループ入りしていた立川バスが、1960年代になると奥多摩振興と同様に合併を持ちかけてきたが、1961年にすでに南側の八王子の高尾自動車と北側の奥多摩の奥多摩振興を傘下に収めていた京王帝都電鉄の資本に入った。

### 西東京バス発足
| 西東京バスの停留所ポール。左は新型大型ポール、右は旧型大型ポール。 |  | 西東京バスの停留所ポール。左は新型大型ポール、右は旧型大型ポール。 |
| 西東京バスの停留所ポール。左は新型大型ポール、右は旧型大型ポール。 |  |                                                                    |

| 西東京バスの停留所ポール。左は新型小型ポール、右は旧型小型ポール。 |  | 西東京バスの停留所ポール。左は新型小型ポール、右は旧型小型ポール。 |
| 西東京バスの停留所ポール。左は新型小型ポール、右は旧型小型ポール。 |  |                                                                    |

京王帝都電鉄の傘下となった高尾自動車・奥多摩振興・五王自動車の3社は、バス運行の合理化を目的とした合併準備のため、1963年4月に京王線東八王子駅（現・京王八王子駅）隣の合同本社に移り、同年8月7日に奥多摩振興が西東京バス株式会社へ商号変更の上、10月1日に他の2社を吸収合併した。発足とともに八王子・青梅・五日市の各営業所および氷川支所が設置された。
西東京バス発足時に制定された社章は、円の中にNishi Tokyoの頭文字NTを図案化したもので、Tはスピード感と鳥の羽をイメージしたものとなっており、現在に至るまで一般路線車（五日市営業所の上養沢・瀬音の湯線専用車両を含み、コミュニティバスなどを除く）全車両の前面に掲げられている。
会社発足翌年の1964年11月に八王子営業所が現在のNTB八王子ビル（本社）の場所へ、1967年に青梅営業所が現在地へそれぞれ移転している。1960年代には、京王八王子駅 - サマーランド線、河辺・羽村循環線、氷川 - 塩山間急行バス（山梨交通と共同運行、1972年廃止）などの路線が新設された。
路線バスのみならず、観光バス事業の強化も進めていた西東京バスは、1965年3月に八王子市元本郷町に観光営業所を開設し、各営業所に分散していた観光バスを本営業所に集約した。1984年には貸切バス専用の営業として日野市旭が丘に日野営業所（観光バスセンター）を新設したが、2003年10月1日に高速バス・貸切バス事業を多摩バスへ移管したことにより廃止されている（多摩バス恩方営業所へ統合）。
1970年代以降、八王子のベッドタウン化や大学などの教育機関の進出によって路線数が急増し続け、八王子営業所の規模では対応しきれなくなったため、1971年に楢原営業所を増設、1992年4月6日に恩方営業所を新設して八王子営業所を廃止した。1994年、八王子営業所跡地に地上4階建てのテナントビル「NTB八王子ビル」を建設して3階に本社を移転、他のフロアは他社への賃貸を行っている。

### 高速バス参入と新たなサービス

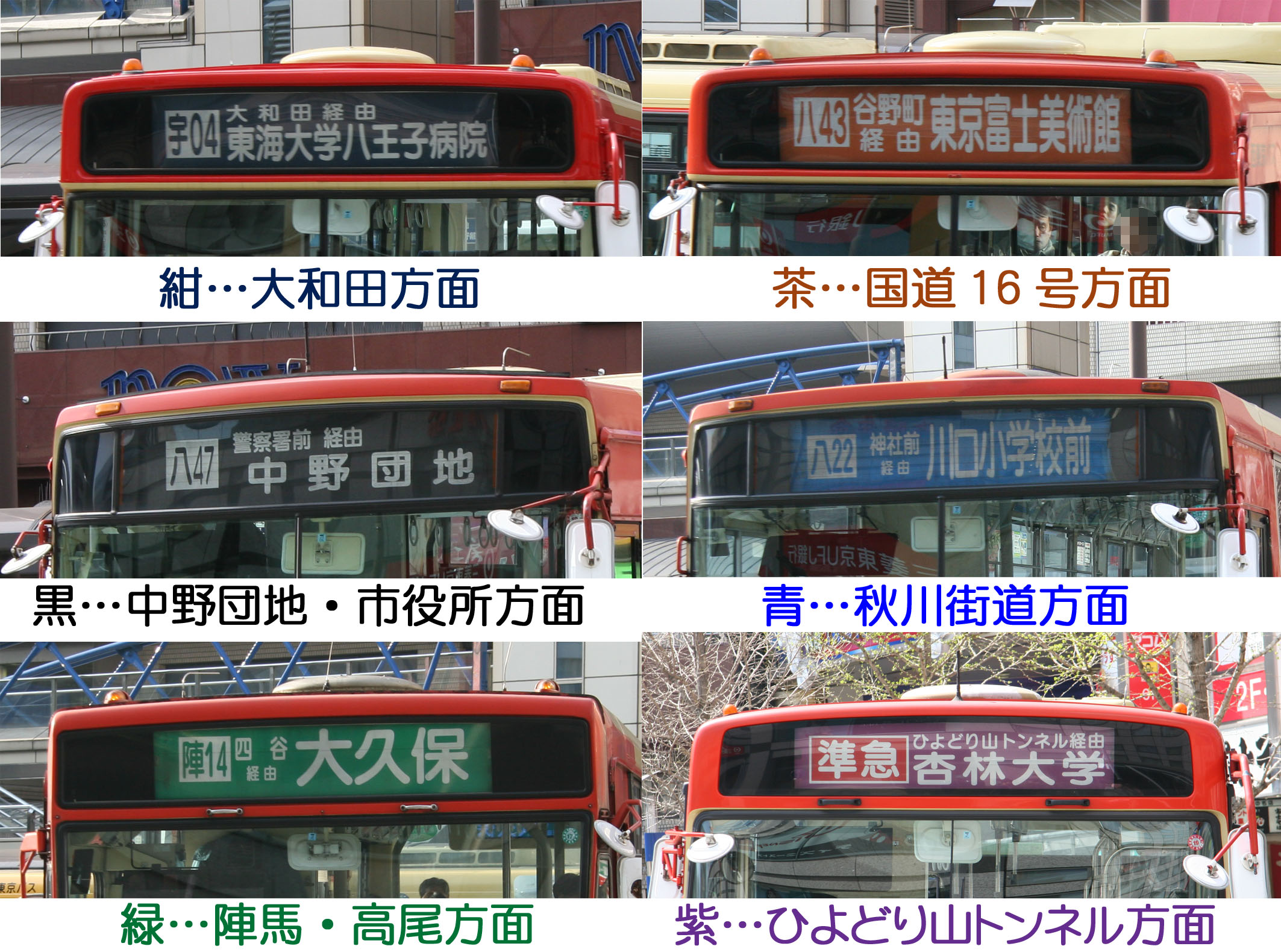
方面別に色分けされた方向幕。この他に「おうど色･･･日野駅方面」もあった

1980年代には高速道路網の整備を受けて都市間高速バスブームが起きる。1989年4月2日に地下化された京王八王子駅の西口を整備し、同年12月20日に西東京バス旧本社ビル「西東京ビル」に隣接して京王八王子高速バスターミナルが新設された。これを受けて西東京バスでも翌1990年3月22日に八王子 - 京都間の「きょうと号」で、初の高速バス路線に参入した（2007年3月30日運行休止）。高速バスではその後も新路線に参入し、のちに京王帝都電鉄から新宿高速バスターミナル発の夜行高速バス3路線の移管を受けるなど、担当する路線は拡大している。
1990年代に入ると、さらに乗りやすいバスを目指して新たなサービスが展開される。1992年4月6日のダイヤ改正より、八王子地区において遠くからでもバスの行先が一目でわかるように、方向幕の方面別色分けが実施された。また同時期に八王子市内8ヶ所にバス接近表示機を搭載したバス停留所が設置され、1993年には京王八王子駅と高尾駅北口にバス発車予定時刻表示器が設置された。後にいったん廃止されているが、2012年3月26日に京王八王子駅などにバス発車予定時刻表示器が再設置され、インターネットを利用した「リアルタイム運行状況案内サービス」を開始した。

### 多摩バスへの分離・再統合
| 多摩バスへ移管された車両 |  | 社名・ロゴマークが書き換えられた旧多摩バスの車両 |
| 多摩バスへ移管された車両 |  | 社名・ロゴマークが書き換えられた旧多摩バスの車両 |

1999年には、西東京バスの全額出資により多摩バスが分社され、同年10月より不採算路線の運行の移管及び委託が開始された。これにより、青梅営業所は2000年までに、恩方営業所は同年から2005年にかけて、高速・貸切バス事業が2003年に、それぞれ移管されていった。
2008年9月1日には、利便性の向上と事業運営の効率化を図るため、多摩バスとバス事業を統合するとともに、同日始発より多摩バスが運行する全路線を引き継いで運行が開始された（2008年8月5日、同社公式ホームページ上で発表）。
事業譲渡された多摩バスは土地と建物の賃貸・管理などの事業に専念するも、2011年9月1日に西東京バスに吸収合併され解散した。多摩バスに所属していた一般路線車両は、青基調の塗色はそのままに、社名とロゴマークが西東京バスのものに変更され、当面、この旧多摩バスカラーと旧来の西東京バスカラーの2種類の塗色の一般路線車が存在することとなる。

### 会社創立50周年を迎えて

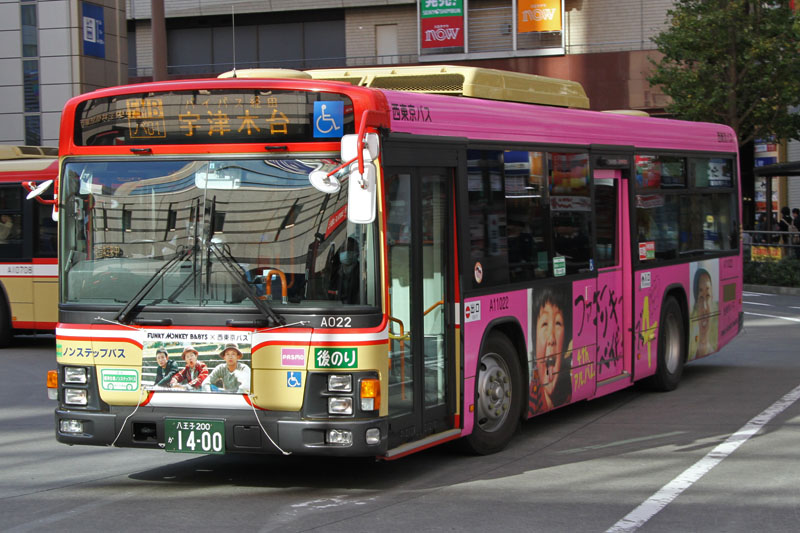
ファンモンバス（ピンク）

八王子観光大使を務めるバンド「FUNKY MONKEY BABYS」と、京王グループのタイアップとして「ファンモンバス」を運行している。
2011年11月16日よりFUNKY MONKEY BABYSの楽曲「ヒーロー」「あとひとつ」が京王八王子駅の接近メロディとして使用開始されたことを記念し、翌11月17日より「ファンモンバス」の運行を開始した。同年12月発売の4枚目のアルバム『ファンキーモンキーベイビーズ4』の広告がラッピングされたピンクと黄色の2台のバスで、車内にメンバーのDJケミカルによるイラストが掲出され、車内アナウンスも彼によるものとなっている。同年12月20日には「ファンモンバス」運行開始を記念してオリジナル記念切符が限定発売された。
その後も2012年12月26日より、同日に5枚目のアルバム『ファンキーモンキーベイビーズ5』が発売されたのを記念して、3台目となるブルーのファンモンバスの運行を開始した。2014年3月31日をもって、ファンモンバス専用ダイヤでの運行およびDJケミカルによる車内アナウンスは終了したものの、それ以降もアルバムの広告がラッピングされたバスの運行は継続される。
2013年には西東京バス設立50周年を迎えたことを記念して、スズメをモチーフとした新たなマスコットキャラクターを制定した。愛称は公募の結果「にしちゅん」に決定した。なお「にしちゅん」制定までは、西東京バスの路線バス車両（いすゞ・エルガ）をモチーフとしたキャラクターが使用されていた。
2021年9月21日から、楢原営業所の一般路線として「八王子市中心市街地循環バス」の実証運行が開始された。同社プレスリリースによれば、新型コロナウイルス感染症の影響によりバス利用者が減少する中で「新たなる挑戦として新路線を開設」したもので、同社の一般路線としては9年ぶりの新路線開設となる。京王八王子駅を起点、八王子駅北口を終点として、八王子駅周辺（JR中央線北側）を時計回りに循環運行する。均一運賃（大人現金運賃180円、中乗り前降り後払い）を採用し、同社初となる車内広告デジタルサイネージを設置するなど、従来の路線にはない取り組みが盛り込まれている。

### 年表

#### 西東京バス成立まで
- 1916年（大正5年） - 角喜タクシー（後の高尾自動車）が八王子駅 - 高尾山下でバスの運行を開始[17]。
- 1920年（大正9年） - 石川自動車（後の五王自動車）が五日市 - 八王子間で乗合自動車の運行を開始[17]。
- 1922年（大正11年） - 奥多摩自動車が二俣尾 - 鳩の巣間でバスの運行を開始。
- 1928年（昭和3年）10月30日 - 青梅鉄道（翌年青梅電気鉄道に改称）の関連会社として奥多摩振興株式会社を設立[11]。
- 1930年（昭和5年）4月1日 - 青梅電気鉄道が奥多摩自動車を買収[17]。
- 1944年（昭和19年）4月1日 - 青梅電気鉄道の鉄道路線が国有化される[17]。
- 1946年（昭和21年）4月1日 - 奥多摩振興が青梅電気鉄道のバス事業を譲受[17]。
- 1947年（昭和22年） - 奥多摩振興の拝島 - 国分寺間などの路線を立川バスへ譲渡する[17]。
- 1955年（昭和30年） - 高尾自動車が京王帝都電鉄の傘下に入る[17]。
- 1956年（昭和31年）2月29日 - 奥多摩振興が京王帝都電鉄の傘下に入る[11][17]。
- 1958年（昭和33年）10月1日 - 氷川車庫を開設[11]。
- 1961年（昭和36年）
  - 小河内ダム竣工に伴い観光路線として、奥多摩振興が都営バスとの共同運行で新宿 - 奥多摩湖、立川バスとの共同運行で立川 - 奥多摩湖間の急行バスを運行開始[17]。
  - - 五王自動車が京王帝都電鉄の傘下に入る[17]。
- 1963年（昭和38年）
  - 4月 - 高尾自動車・奥多摩振興・五王自動車の3社、合併準備のため京王線東八王子駅（現・京王八王子駅）隣の合同本社に移転。
  - 8月7日 - 奥多摩振興株式会社が西東京バス株式会社に商号変更[11]。
  - 10月1日 - 西東京バスが高尾自動車・五王自動車を合併[11]、西東京バスが発足[17]。八王子営業所・五日市営業所・青梅営業所および氷川支所とする[11]。

#### 西東京バス成立後

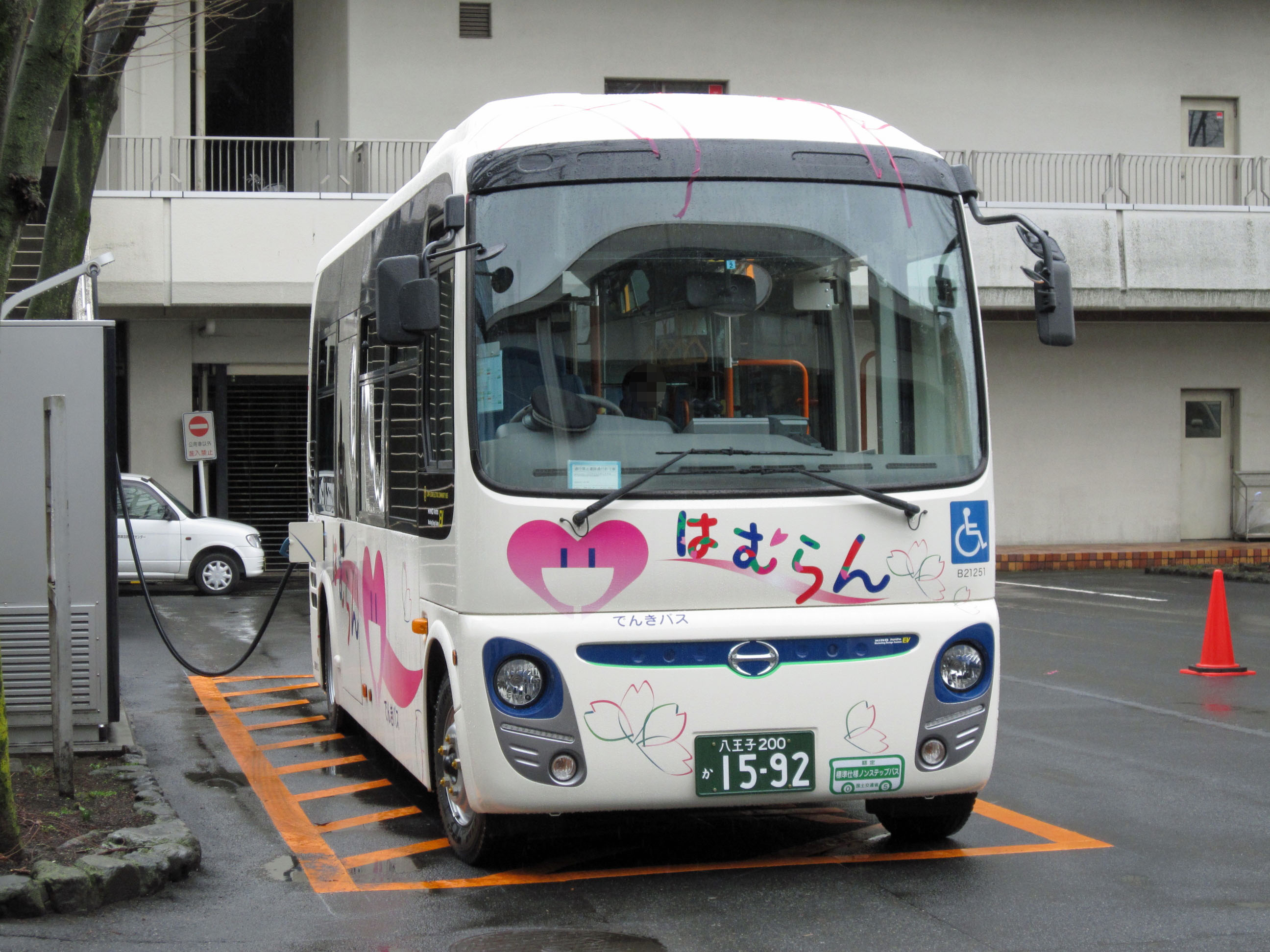
でんきバス「はむらん」
日野・ポンチョ (B21251)

- 1971年（昭和46年）5月31日 - 楢原営業所を開設[11]。
- 1972年（昭和47年）
  - 9月6日 - 上川霊園管理事務所を開設[11]。
  - 10月21日 - 上川霊園開園、霊園事業開始[11]。
- 1973年（昭和48年） - 京王八王子駅西口に「西東京ビル」完成。ボウリング場「西東京ボウル」を開業し、本社も同ビル内に移転。
- 1982年（昭和57年）9月26日 - 西東京バス創立20周年を記念して[17]、ボンネットバス「夕やけ小やけ号」運行開始[11]。
- 1984年（昭和59年） - 貸切バス専用の営業として日野営業所を新設[17]。
- 1988年（昭和63年）7月21日 - ボンネットバス「あきがわ号」運行開始[11]。
- 1989年（平成元年）12月20日 - 京王八王子高速バスターミナル完成[22]。
- 1990年（平成2年）3月22日 - 夜行高速バス八王子 - 京都線「きょうと号」運行開始[33]。
- 1992年（平成4年）
  - 3月 - 旧本社ビル「西東京ビル」およびボウリング場を閉鎖。京王八王子東町ビル[34]へ本社移転。
  - 4月6日 - 恩方営業所を新設[11]、八王子営業所を廃止[17]。
  - 8月3日 - 夜行高速バス八王子 - 金沢線運行開始[11]。
- 1994年（平成6年）9月1日 - 中野学園車庫を開設[11]。
- 1996年（平成8年）
  - 10月1日 - 新宿発の夜行高速バス大阪線・高松線・松山線の3路線を京王帝都電鉄（当時）から移管されて運行開始[11]。
  - 11月4日 - 機関車型トレーラーバス「青春号」運行開始[11]。
- 1999年（平成11年）
  - 3月1日 - 八王子営業所跡地に新本社ビル「NTB八王子ビル」完成、同ビル3階に本社を再移転。地上4階建てのテナントビルとして、他のフロアは他社への賃貸を行う。
  - 4月1日 - 分離子会社として多摩バス株式会社を設立[11]。
  - 10月1日 - 多摩バス営業開始。
- 2002年（平成14年）11月23日 - 多摩バスで空港連絡バス高尾・八王子 - 羽田空港線を運行開始[11]。
- 2003年（平成15年）10月1日 - 高速バス事業・貸切バス事業を多摩バスへ移管[11]。日野営業所（観光バスセンター）廃止、多摩バス恩方営業所へ統合。
- 2008年（平成20年）
  - 3月17日 - 多摩バスで空港連絡バス八王子 - 成田空港線を運行開始[11]。
  - 9月1日 - 多摩バスから旅客自動車運送事業を譲受し、多摩バスとして運行していた路線を再統合する[11]。
- 2011年（平成23年）9月1日 - 多摩バス株式会社を吸収合併する[11]。
吸収合併までの多摩バスの歴史については、多摩バス#沿革を参照。
- 2012年（平成24年）3月10日 - 羽村市コミュニティバス「はむらん」で、日本初の電気バス（日野・ポンチョ）実用運行開始[11]。
- 2020年（令和2年）12月10日 - 一般貸切旅客自動車運送事業の子会社として、西東京モビリティサービス株式会社を設立。本社は西東京バスと同一で、相模原市に相模原営業所を設置[9]。
- 2021年（令和3年）
  - 3月12日 - バス利用特典サービス（バス特）を終了[35]。
  - 9月21日 - 秋季ダイヤ改正[36]。楢原営業所の一般路線として「八王子市中心市街地循環バス」の実証運行を開始[31][32]。一般路線としては9年ぶりとなる新規路線開設[31][32]。
- 2022年（令和4年）
  - 4月1日 - ダイヤ改正により、始発バス停を23時以降に出発する一般路線バスが深夜バス（運賃倍額）に統一される。
  - 10月1日 - 営業所再編を実施[13][12]。同日付で、五日市営業所氷川車庫を「氷川支所」へ変更[12]、青梅営業所を五日市営業所の管轄下として「青梅支所」へ変更[13][12]。
- 2023年（令和5年）
  - 3月29日 - 比亜迪汽車製大型電気バスのBYD・K8を3台導入、五日市営業所に2台、青梅支所に1台配置して運行開始。当初は同年3月上旬の運行開始を予定していたが、六価クロム使用問題を受けて運行開始を延期し、該当部品を交換した上で運行開始した（電動バス#日本での採用例も参照）。
- 2024年（令和6年）
  - 10月1日 - 秋季ダイヤ改正と路線再編を実施[37][38]。
- 2025年（令和7年）
  - 4月1日 - 西東京モビリティサービス株式会社を吸収合併する[8]。

## 運行路線

### 八王子エリア

#### 八王子市北西部・国道16号・滝山街道方面

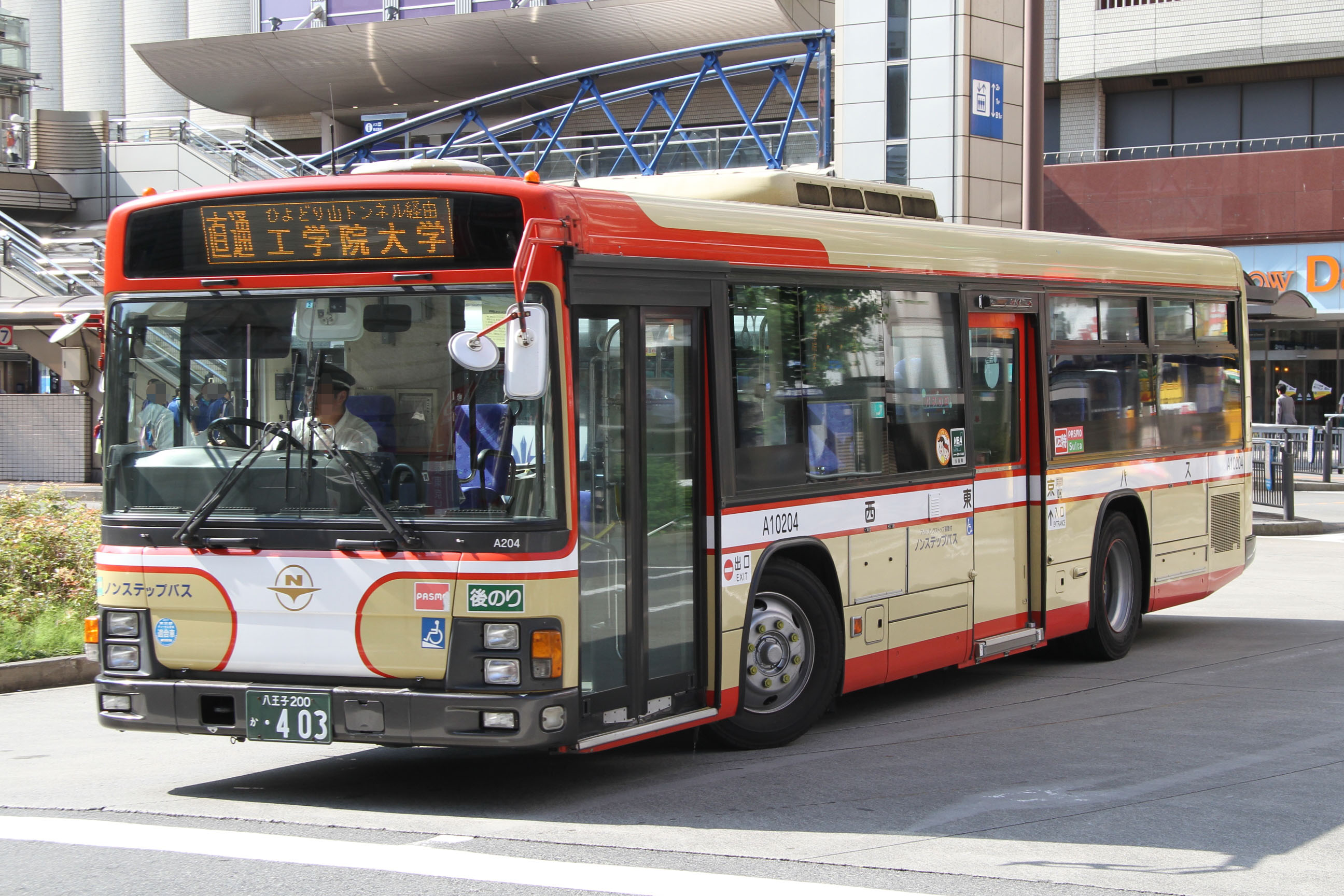
工学院大学直通バス

西東京バスは「学園都市」と言われる八王子市内に24あった高等教育機関のうち、市内北西部にある3大学である創価大学、工学院大学、東京純心大学（附属校の東京純心女子中学・高校もあるため、西東京バスでの停留所名は「純心女子学園」）と、JR八王子駅北口・京王八王子駅を結ぶ路線を運行している。
JR八王子駅北口では、平日・土曜の通学時間帯（朝8時前 - 10時頃）はバス待ちで数百人から千人程度の集中混雑が日常的に発生するため、10時29分発まで上記の3大学方面の急行・直行バスでは、創価大学・工学院大学方面はバスロータリー内のバス停（工学院大学は6番、創価大学は12番乗り場）から八王子ツインタワー前の臨時バス停（工学院大学は15番乗り場、創価大学は14番乗り場）に移動、純心女子学園方面は12番乗り場をそのまま使用する。混雑状況によっては臨時増発されることもある。ただしそれぞれの休校日はこの扱いをしない。
以前は、上記3大学方面の急行・準急バスが国道16号経由で運行されていたが渋滞が激しく、急行料金はないものの各停と所要時間はさほど変わらなかったこともあり、2008年3月末で廃止された。
その後、ひよどり山トンネルが完成し、急行・準急のみがこのトンネルを通行するようになった。さらにひよどり山トンネルが無料開放されてからは、JR八王子駅北口発着（一部京王八王子駅発着）でノンストップの「直通」（2008年4月1日に以前からノンストップであった一部「急行」を名称変更した路線と、同日に「直通」として新設された路線がある）と、途中いくつかの停留所を停車する「急行」の他、純心女子学園方面の各停バスもメインルートとしてひよどり山トンネルを経由するようになった。メインルートが国道16号経由から距離の短いひよどり山トンネル経由となったため、一部区間では2008年4月のダイヤ改正と同時に運賃も値下げされている。また2009年4月には新滝山街道の第一工区開通に伴い、「16号06」「ひ04」系統が創価大学循環として、谷野町→創価大正門東京富士美術館→創価大学創大門→善太郎坂下→創価大学栄光門→谷野町の順に停車するようになった。
また、創価大正門東京富士美術館バス停では、創価大学に通う学生と東京富士美術館の客が重なって、バス乗降地点から創価大学交差点まで列が伸びてしまうことがあり、この場合、バスが動かせる状況なら、八王子駅北口ゆきの臨時直通バスが運行されることがある。
かつては杏林大学八王子キャンパスへ向かうバスも運行されていたが、2016年4月1日の井の頭キャンパス（三鷹市下連雀）への移転（グラウンドだけは現在もある）により運行されなくなった。

#### 八王子市北東部・秋川街道方面

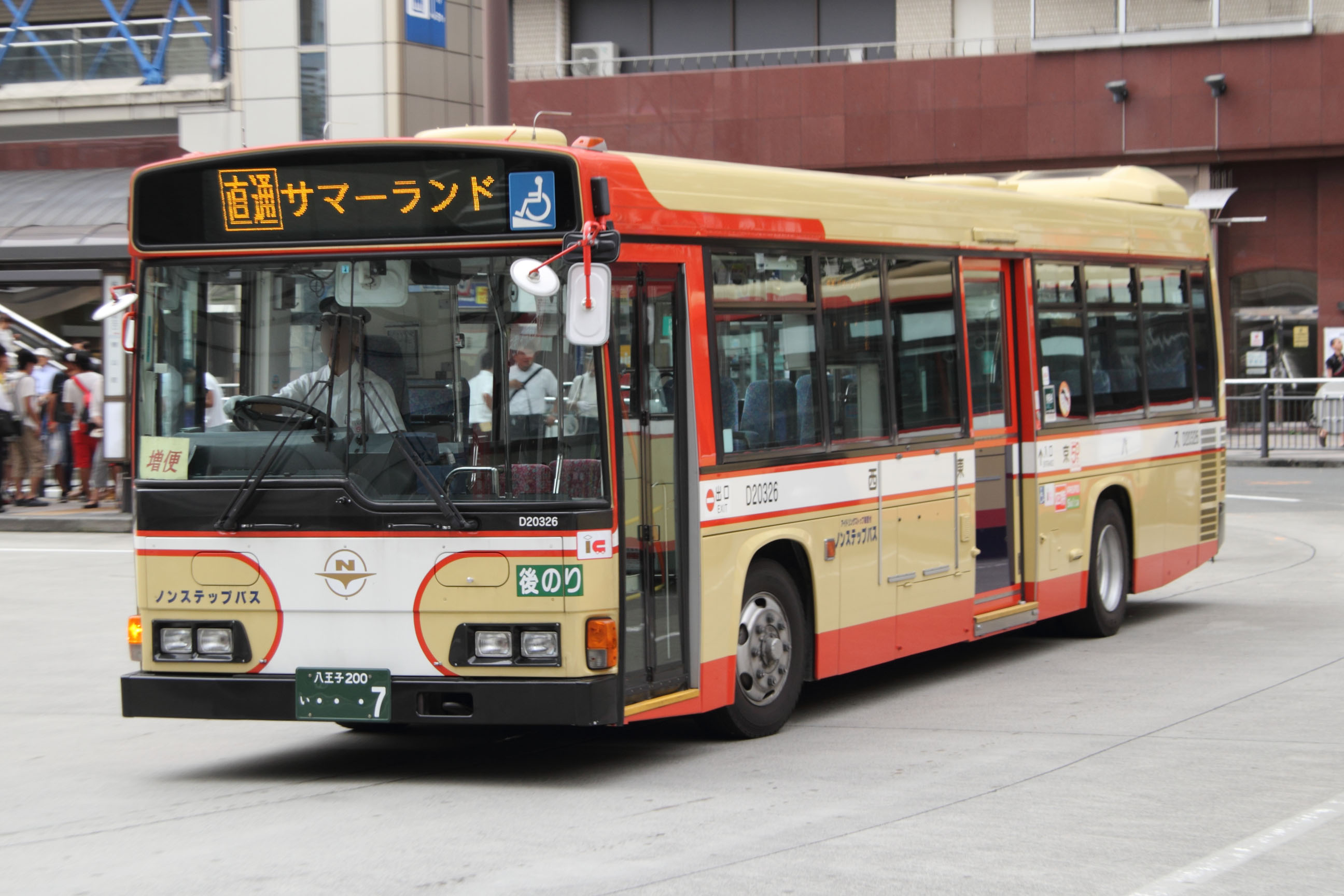
東京サマーランド直通バス

JR八王子駅・京王八王子駅より、国内一流製造業が拠点を構える北八王子工業団地（石川工業団地）方面や、北隣のあきる野市にある東京サマーランド、秋川駅、武蔵五日市駅、上川霊園方面のバスを運行している。
京王八王子駅 - 川口町（秋川街道）方面の路線は、京王八王子駅・JR八王子駅より20分以上乗車時間のある郊外路線でありながら、日中は上下共10分間隔、朝ラッシュ時は上り便が2 - 4分間隔、帰宅ラッシュ時は下り便が6分間隔程度でバスが走っている。しかし、それでも朝夕はおろか、日中でも立客が珍しくない程の混雑ぶりである事は、郊外部の公共交通機関がバスに限られてしまうという八王子市の交通・道路事情を表しているといえる。また、いずれも始発バス停ではほとんどの発車時刻においてパターン化されており、平日朝の上り便には「専用レーン内急行（甲州街道内のバス停は通過）」といった種別があり、また平日の深夜バスは下り便25時過ぎ上り便も24時半すぎまで運行されている。さらにこの深夜バスは土曜・休日でも下り便に限り運行されている。
一方、秋川街道は、道路容量があまり大きくない事もあり、主として楢原町以南にてラッシュ時や休日などに渋滞の影響を受けやすい面も見られる。最近では、中野上町交差点などの改良や工学院大学発着の直行バスの経路変更により、以前に比べて渋滞が緩和している。

#### 八王子市西部・陣馬街道方面
八王子市西部地区（高尾・陣馬地区）は、2000年より100%子会社の多摩バス（恩方営業所）への移管及び委託が始められ、2005年までに完全に同社に移管された。しかし、2008年9月1日をもって業務の効率化を理由に再び西東京バスに移管された。
2006年9月1日に、当時の多摩バスによる八王子市西部地区路線再編成が行われた。この路線再編成では、陣馬高原下行など一部のJR八王子駅・京王八王子駅発の路線を高尾駅発へ変更したり、西八王子駅発の路線を新設するなど、八王子駅からの分散化が進められた。西八王子駅からは、路線再編成時には陣馬街道を経由して繊維団地（2014年4月に恩方ターミナルへ改称）へ、翌2007年にはつつじヶ丘トンネル開通に伴い中央道八王子バス停下を経由してグリーンタウン高尾へ、さらに2009年には同じく中央道八王子バス停下を経由してホーメストタウンへ行く路線が新設された（この路線は2010年4月に高尾駅北口まで延伸している）。また、宝生寺団地（八王子駅発のみ）・ホーメストタウンの住宅地周回運行も開始させている。小津町へ向かう路線は、2009年末に一度廃止されたが、2022年4月に平日のみ復活した。
2007年5月まで、ボンネットバスを用い、春と秋の日曜・祝日には陣馬高原下行（2007年春は「夕焼小焼」バス停止まり）のバス「夕やけ小やけ号」を運行していたが、こちらは従来通り西東京バスの運行で、2006年の路線再編成以降もJR八王子駅・京王八王子駅発着であった。
また、2010年4月のダイヤ改正時には、これまで京王八王子駅発松枝住宅行、西八王子駅発楢原町行・松枝住宅行の3系統しかなかった市役所入口バス停に停車する路線を、京王八王子駅発高尾駅南口行の日中便の市役所入口経由への変更および京王八王子駅発市役所入口経由横川町住宅循環線の新設を行う事により5系統に増加し、八王子市役所へのアクセスの利便性を高めている。なお、2022年現在では、京王八王子駅発着についてはほとんどが市役所入口経由横川町住宅行に統一されている。松枝住宅行は市役所入口経由が廃止され、新たに四谷経由が新設された。

#### 輸送改善の取り組み
西東京バスは、運行ダイヤのパターン化と深夜バスの増強を近年行っている。
2018年3月現在、毎時1本以上の運行されている路線のほとんどが、特に日中のダイヤがパターン化されている。また、深夜バスは以前からも一部路線で展開されていたが、当時は平日・土曜日の23時台後半まで運行され、日曜・祝日は運行されていなかった。現在では平日が午前1時頃まで、土曜・休日も23時台後半まで（いずれも始発バス停の発車時刻を基準）運行されている路線が多くあり、それぞれの路線で利用者の多い事がうかがえる。さらに2010年4月には八王子市内の主要路線の始発を繰り上げ、4時台始発の路線も登場している。その後は五日市線の初電の前に運行されるバスも運行されている。

### 青梅線・五日市線エリア
JR青梅線と五日市線は拝島駅で西北方と西方に分岐するが、全く別の方角に行くのではなく、同じ西多摩地区に入り、両者間の距離もさほど離れていない。このため、鉄道を経由すると両線間の交通は大変大回りとなるが、この間を短絡する公共交通はタクシーを除き西東京バスが独占している。
両線間以外にも、小作駅と河辺駅から三ツ原工業団地、藤橋、首都圏中央連絡自動車道青梅インターチェンジ、塩船観音入口方面にも路線を伸ばしている。さらに2009年9月1日からは羽村駅発着路線も登場した。当初は西東京団地との間を結ぶ途中無停車の路線のみだったが、2010年4月からは4路線に増やした。
2009年12月1日より、五日市営業所所管の菅瀬橋・萱窪経由福生駅西口発武蔵五日市駅行（一部、日の出折返場止まり）と、青梅営業所所管の小作駅東口発藤橋行に、平日に限り深夜バスが大幅増便、新設された。福生駅23時10分以降着の終電まで7本中6本と、小作駅23時20分以降着の終電まで7本中5本に接続し、最終バスはいずれも青梅線の終電車まで接続する。特に福生駅西口発の最終武蔵五日市駅行は、拝島駅発の五日市線最終武蔵五日市駅行が24時17分であるのに対し25時07分発であり、実質的に終電以降の五日市線代替バスの役を果たしている。但し、運賃は倍額となる。
また、2010年4月1日からは藤橋行き深夜バスが市営住宅まで延長され、さらに小作駅23時20分以降着の終電まで7本中4本に接続する、三ツ原循環（東廻り）線の深夜バスも新設された。同時に同日より全社的に平日早朝の始発便繰り上げが多くの路線で実施され、特に武蔵五日市駅発秋川駅経由の拝島駅行は、五日市線の始発電車より50分早い4時30分に発車し、拝島駅で青梅線上り2本目と西武拝島線始発電車に接続する。このため、武蔵五日市駅・秋川駅方面から立川駅に今までより31分早く到着できるようになったが、運賃は深夜バスではないので普通運賃である。
2009年12月1日より年末年始を除く平日の翌日のみ、青梅線沿線に初めて中央線・青梅線終電発車後の深夜急行バスが新設され、新宿駅西口から拝島以西、河辺駅まで青梅線沿いに運行されるようになり、昭島市、福生市、羽村市、青梅市が深夜急行バスエリアに加わった。
2010年5月15日からは同様に年末年始を除く平日の翌日のみ、立川発青梅線下り最終青梅行きの発車32分後に拝島駅まで無停車で拝島駅以西は深夜急行バスと同じ停留所に停車する立川駅北口発、河辺駅北口行きの深夜バスが1本新設された。ただし、深夜急行バスが始発駅の新宿駅以外からは乗車できない点に対して、こちらはどの停留所からも乗車でき、深夜急行バスがPASMO、Suicaが使えない事に対し、深夜バスはPASMO、Suicaも使える点が大きな相違点である。
またこの深夜バスには「深夜ご帰宅バス」という愛称が添えられ、行先電光表示や停留所表示に使用されている。また実質的に急行運転であることから、のちにバス停の行き先表示に「急行」のシールが追加で貼られている。

### 檜原・奥多摩エリア
武蔵五日市駅より秋川渓谷・檜原村・檜原都民の森方面、奥多摩駅より奥多摩湖・日原鍾乳洞方面、御嶽駅 （停留所の表記は御岳駅）からケーブル下などへ運行しており、沿線住民の生活の足となっていると共に、休日は観光客で賑わう。奥多摩駅発着路線には多摩川の源流域である山梨県の小菅村・丹波山村へ行く路線もある。なお、御嶽駅（御岳駅）と川井駅の間に営業路線がないため、奥多摩エリア（氷川支所担当）は西東京バスの路線網としては分断・孤立している。
ハイキング客など大きな荷物を持っての利用客が多いため、一定基準以上の大きさの手荷物には乗車する本人の運賃とは別に手荷物料金を支払う必要がある。さらに、運行区間のうち閑散部などでは自由乗降制度を設けているが、4月から11月の休日は自由乗降を行っていない。
2021年7月から1年間、丹波山村区間を走る路線の車内アナウンスを声優・鬼頭明里が担当し、歴史や風土の紹介を織り交ぜた停留所案内や営業案内、注意喚起などのアナウンスを行う。

### コミュニティバス
以下のコミュニティバスを各自治体より運行受託している。運行路線や車両などの詳細は、各項目の記事を参照。
- 八王子市 - はちバス：楢原営業所が担当
- 羽村市 - はむらん：青梅営業所が担当
- あきる野市 - るのバス：五日市営業所が担当
- 日の出町 - 日の出町コミュニティバス - 五日市営業所が担当

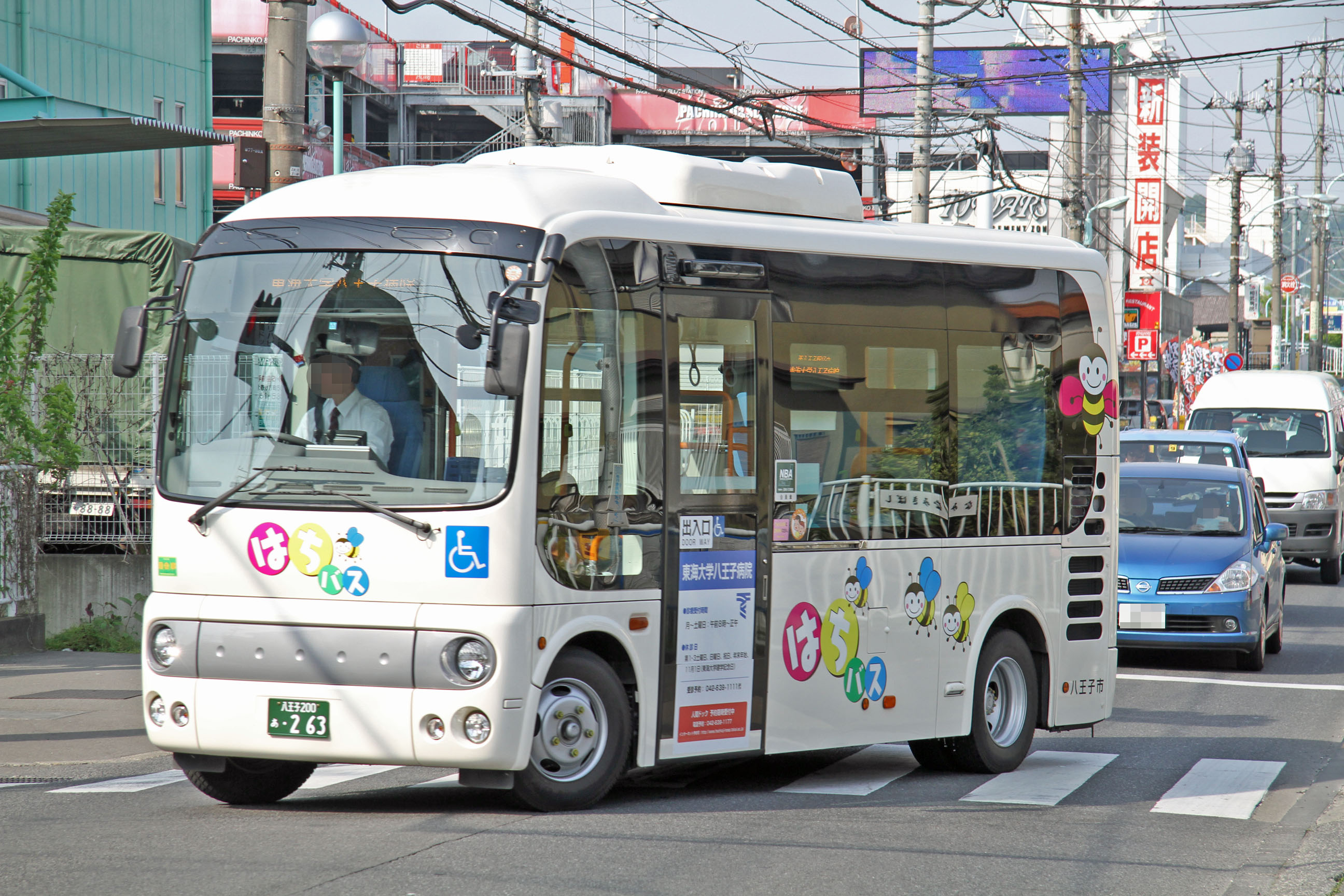
八王子市「はちバス」
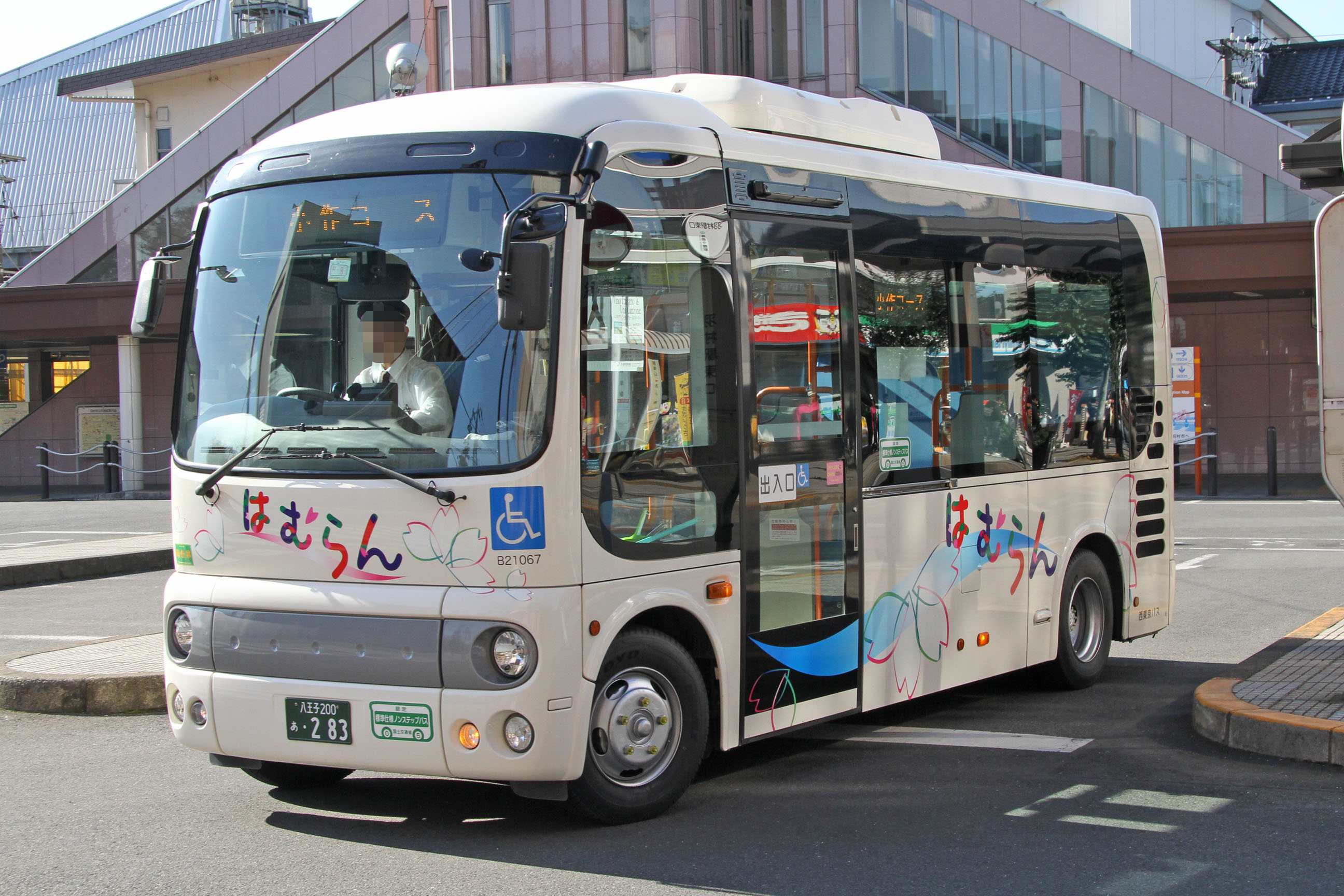
羽村市「はむらん」
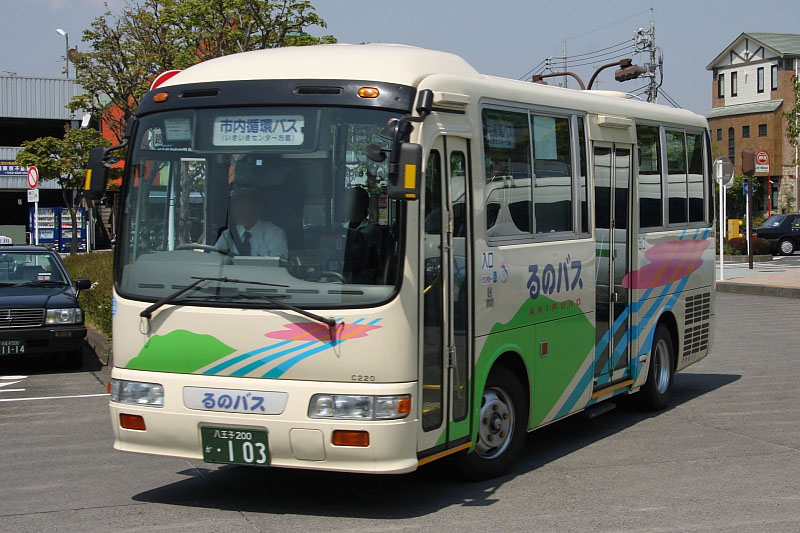
あきる野市「るのバス」

## 高速バス路線

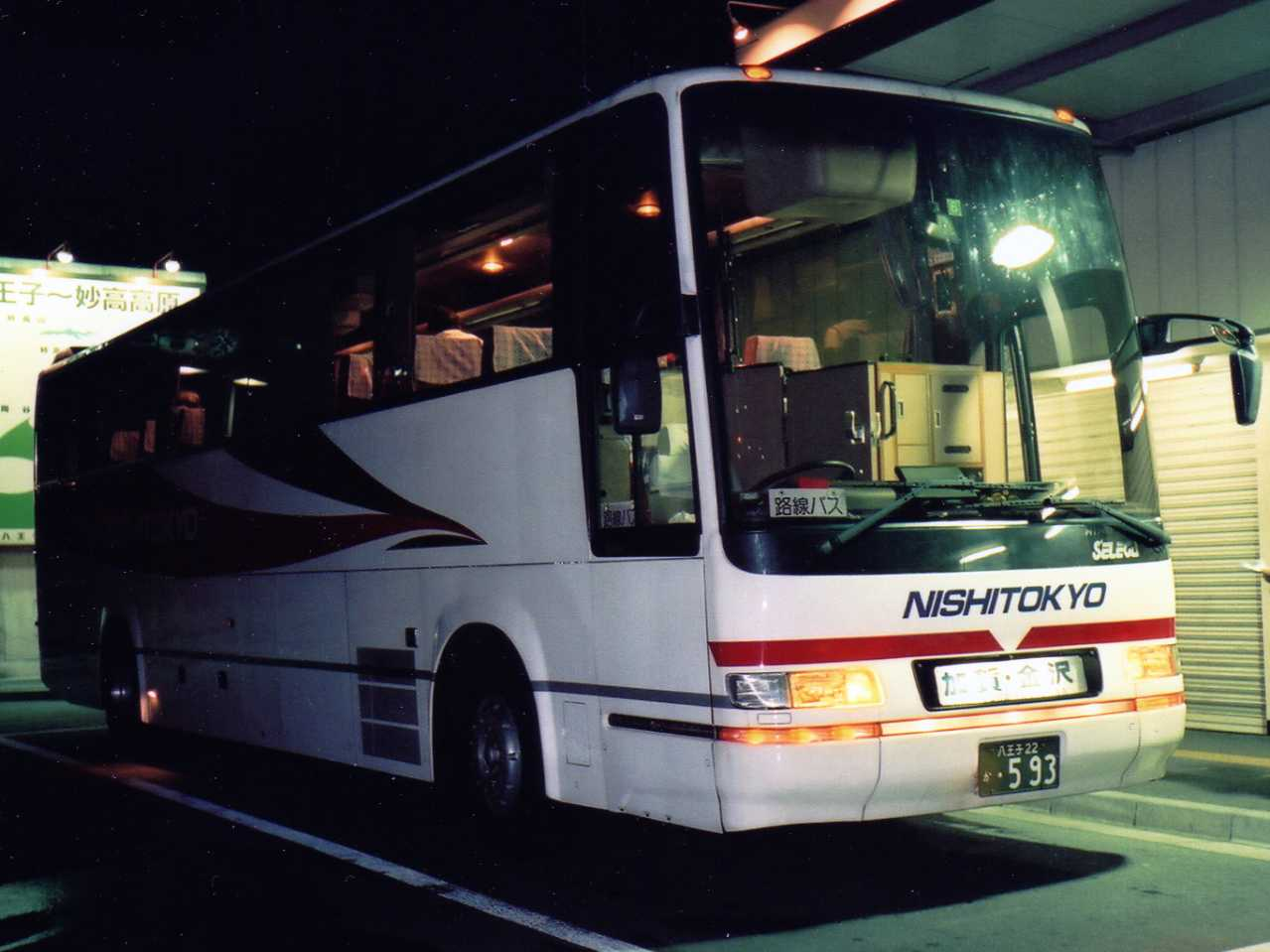
初期の高速バス（京王八王子高速バスターミナルにて1994年撮影）

1989年12月20日の京王八王子高速バスターミナル開業に伴い、翌1990年3月22日に八王子 - 京都線「きょうと号」で高速バス路線に参入。その後、八王子 - 大阪線「トレンディ号」、八王子 - 仙台線「ニューエポック号」、金沢線を相次いで運行開始した。
1996年には京王帝都電鉄（当時）より、新宿高速バスターミナル - 大阪（ツインクル号）、高松（ハローブリッジ号）、松山（オレンジライナー号）の3つの夜行路線を譲受している。
2003年10月1日から2008年8月31日まで、高速バス路線の運行は子会社の多摩バスへ移管されていた。
使用車両についてはこちらを参照。〔 　〕は共同運行会社。

### 夜行

#### 新宿 - 大阪線
- ツインクル号（3列シート便）、カジュアル・ツインクル号（4列シート格安便）〔近鉄バス〕

運行経路
- バスタ新宿 - 京王八王子駅 - JR八王子駅北口 - 京都駅八条口 - 大阪駅前（地下鉄東梅田駅） - なんばOCAT - あべの橋（あべのハルカス） - ユニバーサル・スタジオ・ジャパン

概要

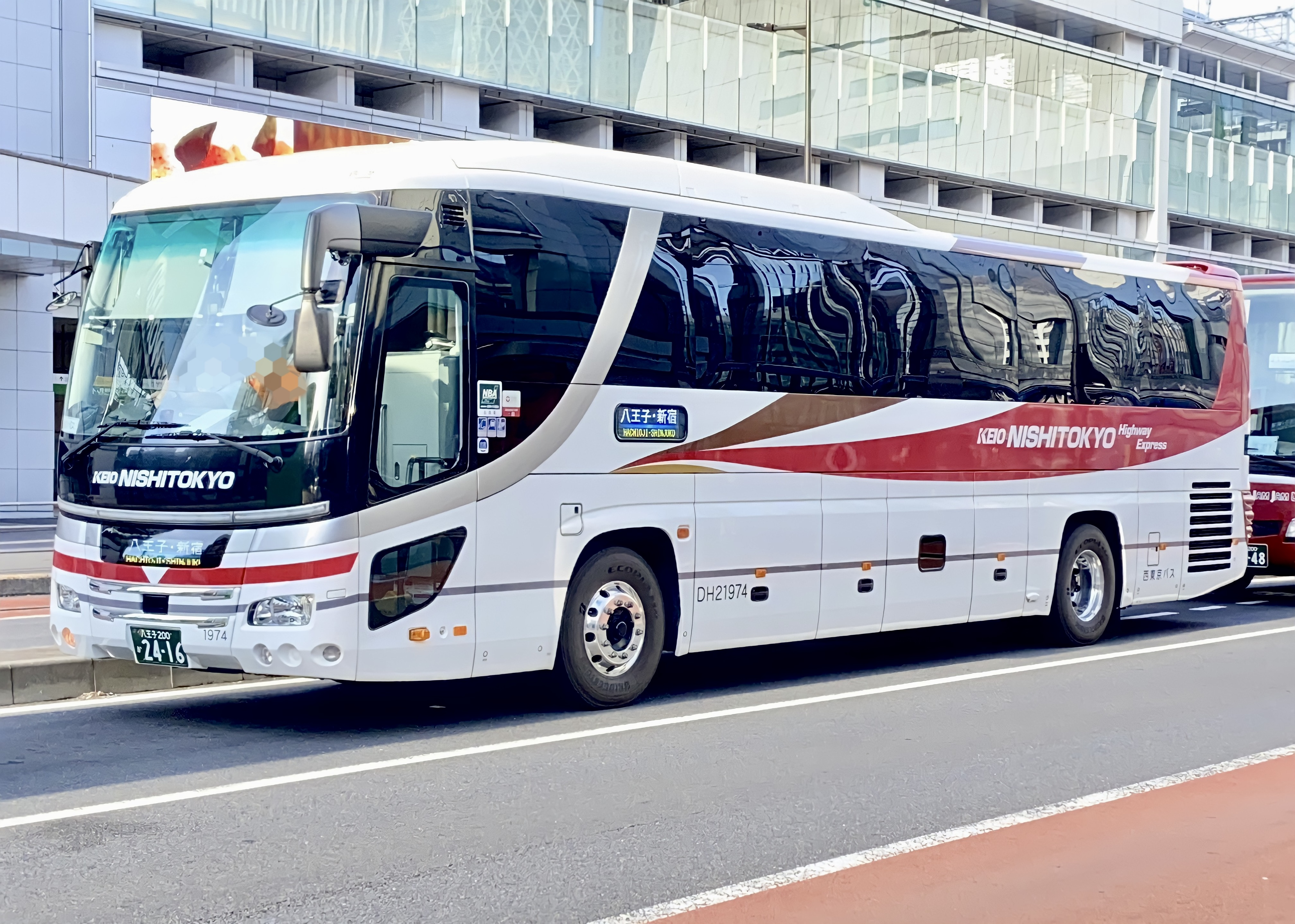
カジュアル・ツインクル号

- 東京都渋谷区のバスタ新宿とユニバーサル・スタジオ・ジャパン（大阪市）を、首都高速4号新宿線中央自動車道・首都圏中央連絡自動車道・東名高速道路・新東名高速道路・伊勢湾岸自動車道・東名阪自動車道・新名神高速道路・名神高速道路・阪神高速11号池田線経由で結ぶ路線。途中の降車休憩は上下共に1箇所に限られ、上りは草津PA、下りは中井PAである。
- 2008年4月24日までは格安便（4列シート）の「カジュアル・ツィンクル号」も近鉄バスと共同運行を行ない、その後「カジュアル・ツィンクル号」は近鉄バス単独運行になったが、2017年6月1日より再度近鉄バスとの共同運行が復活。「ツィンクル号」「カジュアル・ツィンクル号」共に2名乗務員運行となる。

路線沿革
- 1989年（平成元年）12月6日： 新宿 - 大阪線「ツィンクル号」運行開始。京王帝都電鉄（現・京王電鉄バス）・近畿日本鉄道（現・近鉄バス）の共同運行。当初は新宿高速バスターミナル発着、あべの橋バスステーション・上本町バスセンターのみ停車。
- 1990年（平成2年）11月9日： 八王子 - 大阪線「トレンディ号」運行開始[41]。西東京バスと近鉄バス（当時は近畿日本鉄道）の共同運行。当初は京王八王子駅とあべの橋・上本町のみの停車。
- 1996年（平成8年）10月1日： 「ツィンクル号」の東京側の運行会社を京王帝都電鉄から西東京バスへ移管。
- 1997年（平成9年）8月8日： 近鉄が2階建てバスでの運行を開始（続行便を除く）。
- 2001年（平成13年）3月30日： 下り便をユニバーサル・スタジオ・ジャパンまで延長。
- 2002年（平成14年）
  - 2月1日： なんばOCATビル乗り入れ開始。
  - 3月22日： 「カジュアル・ツィンクル号」運行開始。
- 2003年（平成15年）
  - 9月1日： 東梅田に新規停車。上本町は廃止。
  - 10月1日： 東京側の運行会社を西東京バスから多摩バスへ移管。
- 2006年（平成18年）12月1日： 「トレンディ号」を「ツィンクル号」に統合の上、八王子・茨木経由に変更。ユニバーサル・スタジオ・ジャパン乗り入れ廃止。
- 2008年（平成20年）
  - 4月25日： 多摩バスが「カジュアル・ツィンクル号」から撤退。近鉄バスの単独運行に変更。
  - 7月10日： 到着時刻見直しのダイヤ改正を実施。
  - 9月1日： 多摩バスから西東京バスに復帰。
- 2009年（平成21年）10月： 近鉄が2階建てバスでの運行を中止。
- 2010年（平成22年）10月1日： 運賃改定（ネット割・学割導入）。ダイヤ変更（停留所に中央道三鷹・深大寺・府中・日野・八王子を追加）。
- 2015年（平成27年）2月27日： この日の新宿発よりユニバーサル・スタジオ・ジャパン乗り入れを再開（下り便のみ）。
- 2016年（平成28年）4月4日： この日の新宿発より乗車場所がバスタ新宿に変更。
- 2017年（平成29年）6月1日： 近鉄バスが単独運行していた「カジュアル・ツィンクル号」に再度参入。「ツィンクル号」、「カジュアル・ツィンクル号」ともにJR茨木駅、阪急茨木市駅停留所を廃止し、上り便の始発停留所をユニバーサル・スタジオ・ジャパンに変更。京都駅八条口に停留所を追加。「カジュアル・ツィンクル号」については中央道三鷹、中央道深大寺、中央道府中、中央道日野、京王八王子駅、JR八王子駅北口、中央道八王子に停留所を追加。所要時間が30分以上短縮され、「カジュアル・ツィンクル号」が「ツィンクル号」と同じルート、停留所に整理された[42][43]。
- 2020年（令和2年）
  - 4月9日： 新型コロナウイルスの影響により、「ツィンクル号」が同日出発便から（「カジュアル・ツィンクル号」は4月8日出発便から）当面の間運休[44]。
  - 6月12日：「ツィンクル号」が同日出発便より運行再開[45]。
- 2025年（令和7年）

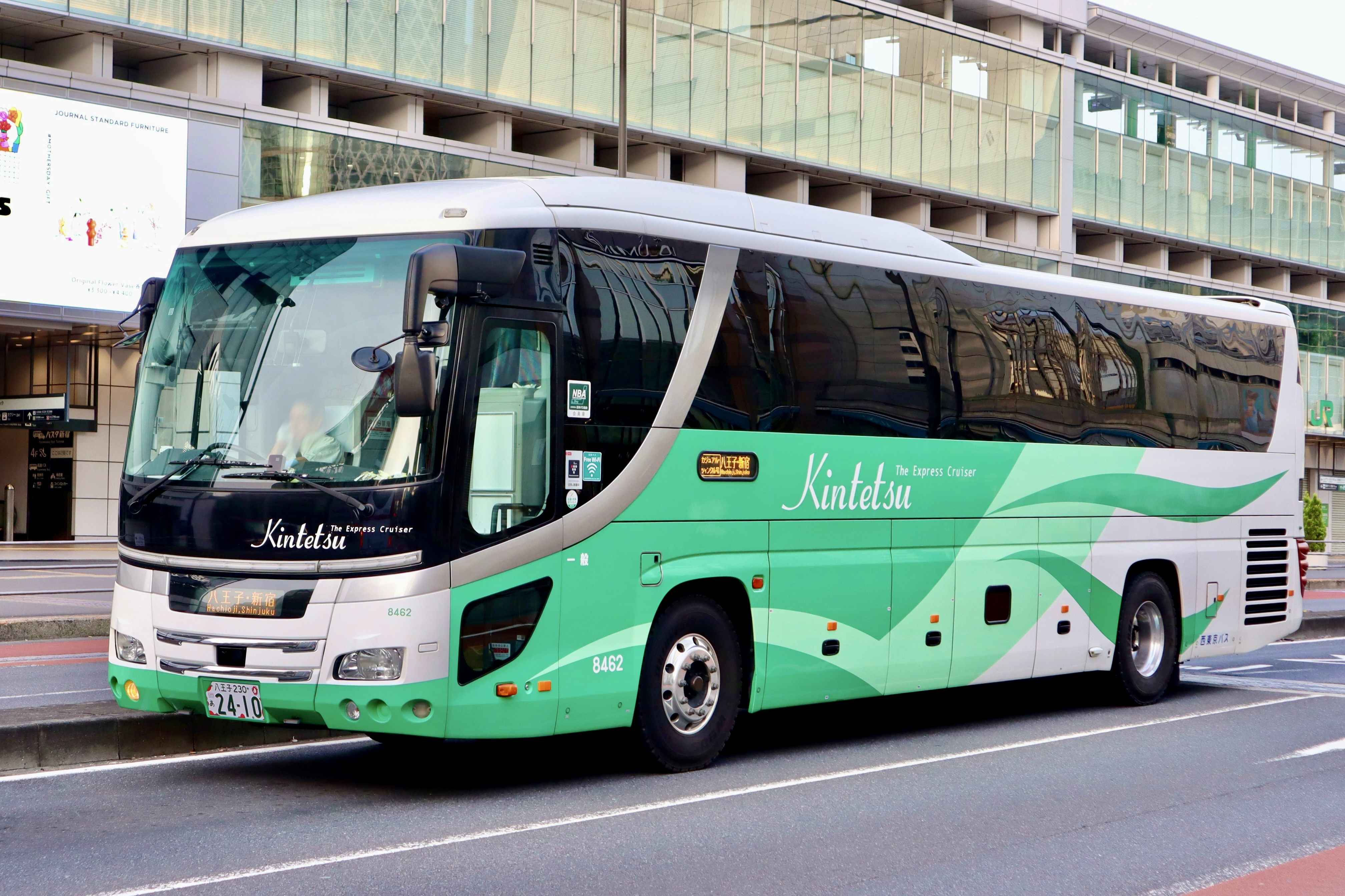
近鉄バスから貸し出されたカジュアル・ツィンクル号専用車（社名とナンバープレート以外は近鉄バス時代のデザインを継続して使用している）

- - 4月27日： 大阪・関西万博開催に伴い近鉄バスから4列シート車を借り受け、10月26日のバスタ新宿出発便まで近鉄バス担当便の「カジュアル・ツィンクル号」の代替運行を実施[46]。

#### 高松線
- ハローブリッジ号〔四国高速バス〕

運行経路

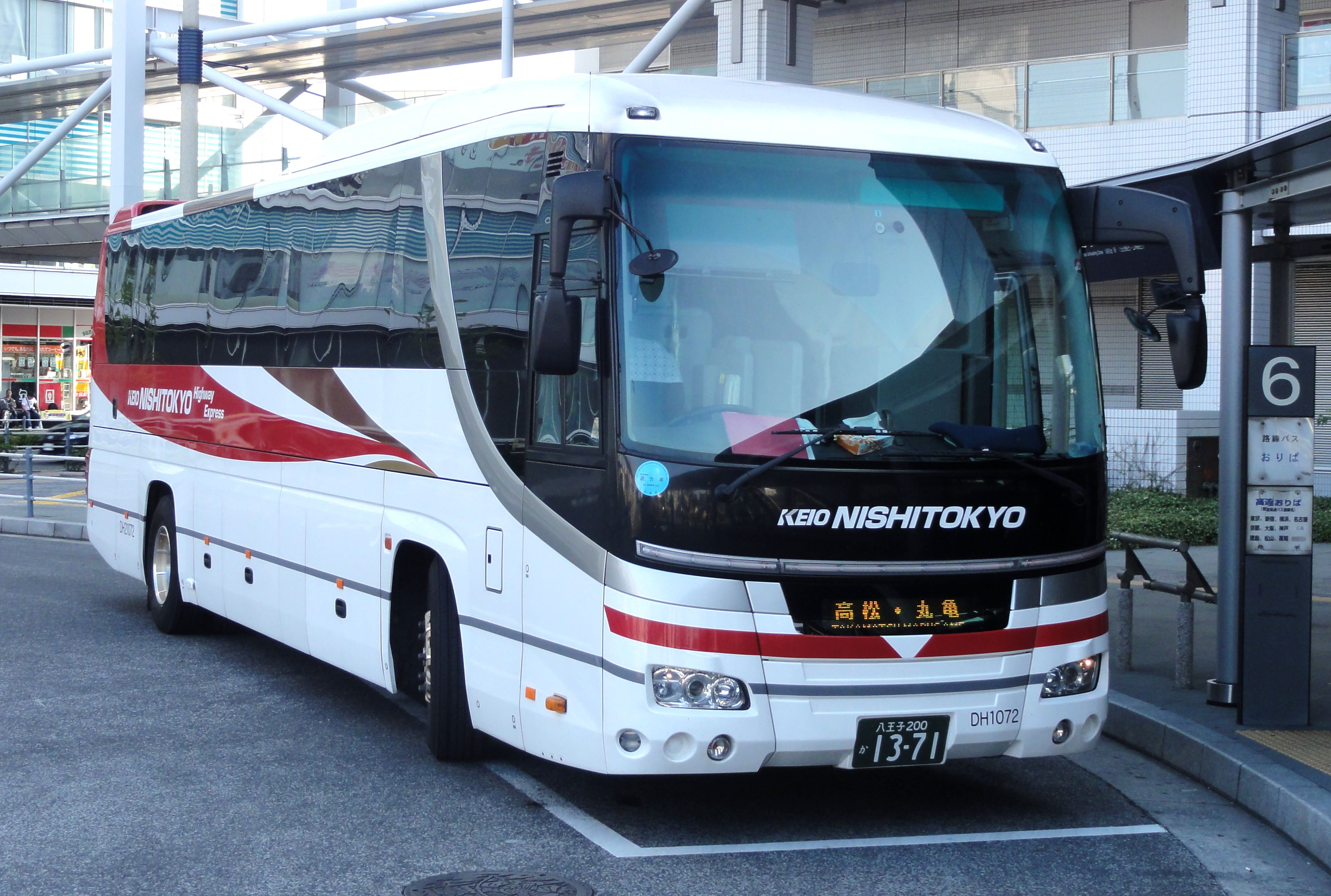
ハローブリッジ号（高松駅にて2012年撮影）

- 京王八王子駅 - JR八王子駅北口 - バスタ新宿 - バスターミナル東京八重洲 - 横浜駅西口 - 高松駅 - 坂出駅 - 善通寺インターバスターミナル - 丸亀駅

概要
- 東京都千代田区と香川県高松市・丸亀市を、首都高速道路・東名高速道路・新東名高速道路・名神高速道路・中国自動車道・神戸淡路鳴門自動車道・高松自動車道などを経由して結ぶ路線。
- 多客期に続行便を運行する際、西東京バスの車両では女性専用車として運行される場合がある。またお盆や年末年始などの最ピーク期にはさらなる増便が実施されることがあり、専用車両ではない貸切車（4列シート・おおむねね3号車以降、ほとんどの車両は化粧室なし）が使用される場合もある。多い時には5台前後で運行し台数が多いため、一度にバスターミナルへ入線できず到着号車順に乗車することになる。

路線沿革
- 1989年（平成元年）10月14日： 京王帝都電鉄と四国高速バスの共同運行で運行開始。当初は新宿高速バスターミナル - 坂出駅 - 高松駅の経路であった。
- 1996年（平成8年）10月： 東京側の運行会社が京王帝都電鉄から西東京バスへ移管。
- 2001年（平成13年）12月20日： 神戸淡路鳴門自動車道経由にルート変更、大内（高速大内）、丸亀駅停留所を新設、 丸亀バスセンター発着となる。
- 2003年（平成15年）10月1日： 東京側の運行会社が西東京バスから多摩バスへ移管。
- 2007年（平成19年）
  - 3月1日： 中央道日野停留所停車開始。
  - 12月22日： 中央道三鷹・中央道深大寺・中央道府中・中央道日野・中央道八王子停留所に停車開始。
- 2008年（平成20年）
  - 9月1日： 多摩バスから西東京バスに復帰。
  - 12月1日： さぬきエクスプレス横浜号廃止[47]に伴い、始発が京王八王子駅となり、横浜駅西口への乗り入れを開始する（中央道八王子停留所は廃止）。高速三木停留所停車開始。
- 2009年（平成21年）4月1日： 丸亀バスセンター駐車場閉鎖に伴い、丸亀駅着に変更となる。
- 2010年（平成22年）4月1日： 坂出駅への乗り入れを開始。
- 2016年（平成28年）4月4日： この日の新宿発より乗車場所がバスタ新宿に変更（降車は5月9日新宿到着分まで従来通り新宿高速バスターミナル（新宿駅西口））。
- 2020年（令和2年）4月9日： 新型コロナウイルスの影響により、同日出発便より当面の間運休[44]。
- 2023年（令和5年）7月19日： 西東京バス運行便のみ「東京駅」（乗車：八重洲南口　降車：日本橋口）への乗り入れを開始。京王八王子駅・JR八王子駅北口・中央道日野・中央道府中・中央道深大寺・中央道三鷹の各停留所は廃止。

#### 松山線
- オレンジライナー号〔伊予鉄バス〕

運行経路
- バスタ新宿 - 横浜駅西口 - 道後温泉 - 松山市駅

概要
- 東京都渋谷区と愛媛県松山市を、首都高速道路・東名高速道路・名神高速道路・中国自動車道・山陽自動車道・徳島自動車道・松山自動車道などを経由して結ぶ路線。伊予鉄バス側の呼称は、大阪 - 八幡浜線、名古屋 - 八幡浜線と共通の「オレンジライナーえひめ号」である。

路線沿革
- 1990年（平成2年）5月2日： 京王帝都電鉄と伊予鉄道（現：伊予鉄バス）の共同運行で運行開始[48]。当初は新宿高速バスターミナル発着であった。
- 1996年（平成8年）頃： 新宿線の東京側の運行会社を京王帝都電鉄から西東京バスへ移管。
- 1997年（平成9年）2月27日： 松山自動車道松山IC経由に変更。
- 2003年（平成15年）10月1日： 東京側の運行会社を西東京バスから多摩バスへ移管。
- 2007年（平成19年）
  - 3月1日： 中央道日野停留所停車開始。
  - 8月1日： 松山側を松山室町営業所まで延伸。
  - 12月22日： 中央道三鷹・中央道深大寺・中央道府中・中央道八王子停留所停車開始。
- 2008年（平成20年）9月1日： 松山側を八幡浜まで延伸、また多摩バスの全路線バス事業撤退に伴い、東京側の運行会社を西東京バスに移管・復帰。
- 2014年（平成26年）11月1日： 横浜駅西口へ乗り入れ開始。同時に、中央自動車道経由から東名高速道路経由に変更。中央道三鷹・中央道深大寺・中央道府中・中央道日野・中央道八王子の各バス停を廃止。
- 2016年（平成28年）4月4日 - この日の新宿発より乗車場所がバスタ新宿に変更（降車は5月9日新宿到着分まで従来通り新宿高速バスターミナル（新宿駅西口））。
- 2020年（令和2年）4月10日： 新型コロナウイルスの影響により、同日出発便より当面の間運休[44]。

### 昼行

#### 羽田八王子線
- （高尾駅南口 - 西八王子駅入口 - ）京王八王子駅 - JR八王子駅北口 - 中央道日野 - 羽田空港 〔東京空港交通・京王バス〕
  - 2003年11月23日 - 運行開始。
  - 2013年7月16日 - 高尾駅発着便が新たに西八王子駅入口（甲州街道上）にも停車するようになる。

運行開始当初から3社の共同運行（京王バス南の当時の社名は南大沢京王バス）。6便のうち、早朝3便の空港行及び夜間3便の八王子方面行は高尾駅南口発着。JR八王子駅・京王八王子駅に加え、多摩都市モノレール甲州街道駅の最寄りである中央道日野バス停（中央高速バス・大阪線・松山線の乗降場所と逆になるので注意）にも停車する。

#### 羽田青梅羽村福生線
- 河辺駅北口 - 小作駅東口 - 羽村駅東口 - 福生駅西口 - 秋川駅 - 羽田空港
  - 2011年3月26日 - 運行開始
  - 2023年10月1日 - 内出東バス停を廃止し、秋川駅バス停を新設[49]。

青梅線の河辺駅など5駅から羽田空港へ至る路線である。東京空港交通との共同運行ではなく、同社の営業協力により運行される。河辺→羽田空港の片道運行であったが、2022年3月1日より羽田空港発も運行を開始した。

#### 成田八王子線
- （高尾駅南口 - 西八王子駅入口 - ）京王八王子駅 - JR八王子駅北口 - 成田空港 〔東京空港交通・リムジン・パッセンジャーサービス〕
  - 2008年3月17日 - 多摩バスが参入し、東京空港交通との共同運行となる。
  - 2016年3月1日 - 2往復を高尾駅南口まで延伸。

運行開始時は東京空港交通の単独運行で、京王八王子高速バスターミナル（現在は閉鎖）のみ客扱いを行っていたが、増便を伴うダイヤ改正により2008年3月17日より多摩バスが参入し、JR八王子駅北口にも停車するようになった。

#### 新宿サマーランド線

新宿サマーランド線

- （新橋駅 ← 東京駅日本橋口 ← 四ツ谷駅 ← ）バスタ新宿 - 東京サマーランド
  - 夏季のみ運行。

#### 特急八王子サマーランド線
- （京王八王子駅 ← ）JR八王子駅 - 東京サマーランド

2024年7月13日 - 9月8日、期間限定運行開始。

#### 中央高速バス

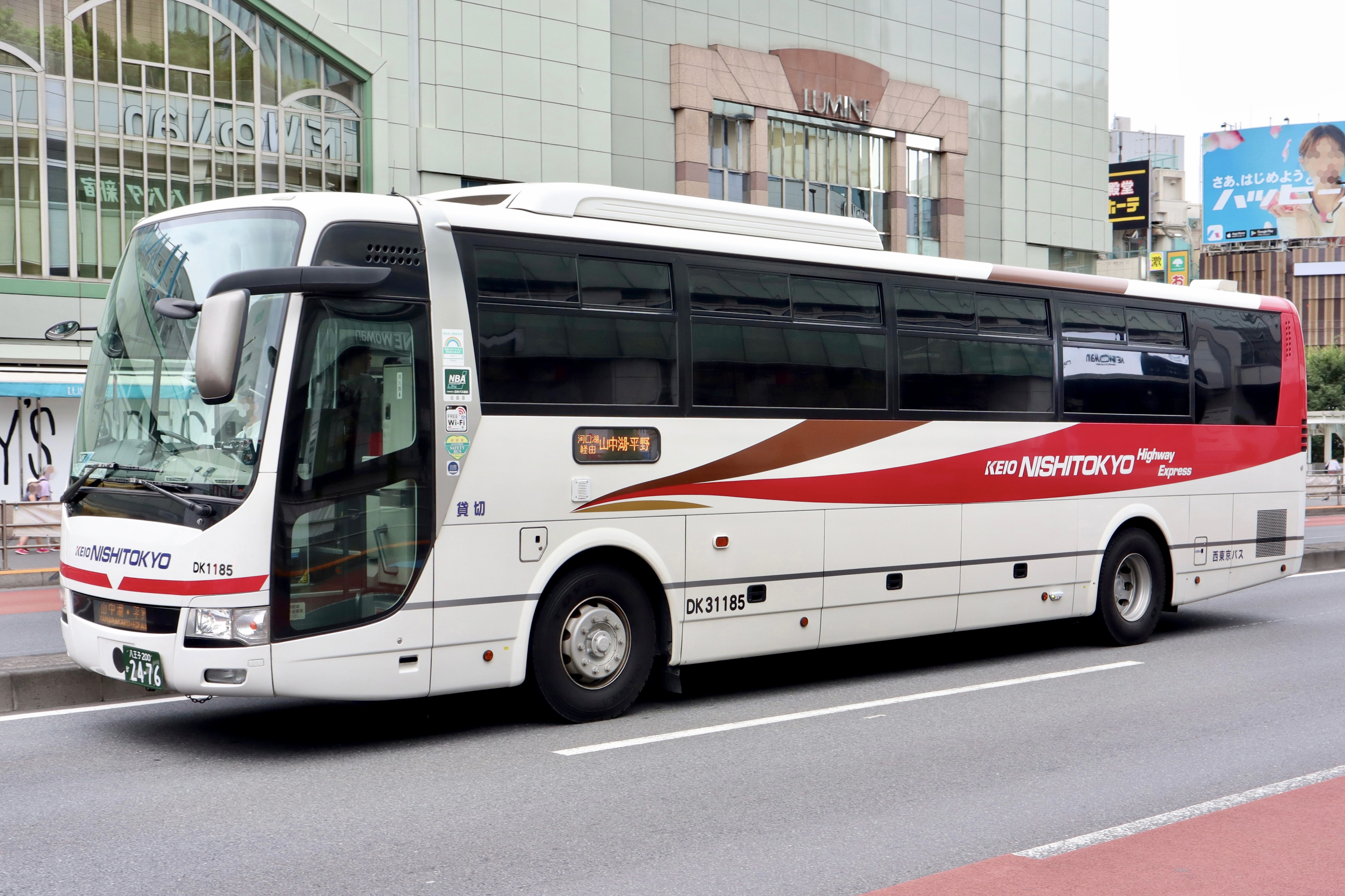
中央高速バス富士五湖線となるDK31185号車

- 富士五湖線：バスタ新宿 - 中央道日野 - 富士急ハイランド - 河口湖駅 - 富士山駅 - 山中湖 旭日丘 - 山中湖 平野〔京王バス・富士急バス・フジエクスプレス〕

2012年12月28日より一部を西東京バスが貸切バス委託型管理形式で京王電鉄バス（現在は京王バス）より運行受託している。

#### 八王子 - 渋川・伊香保・草津温泉線

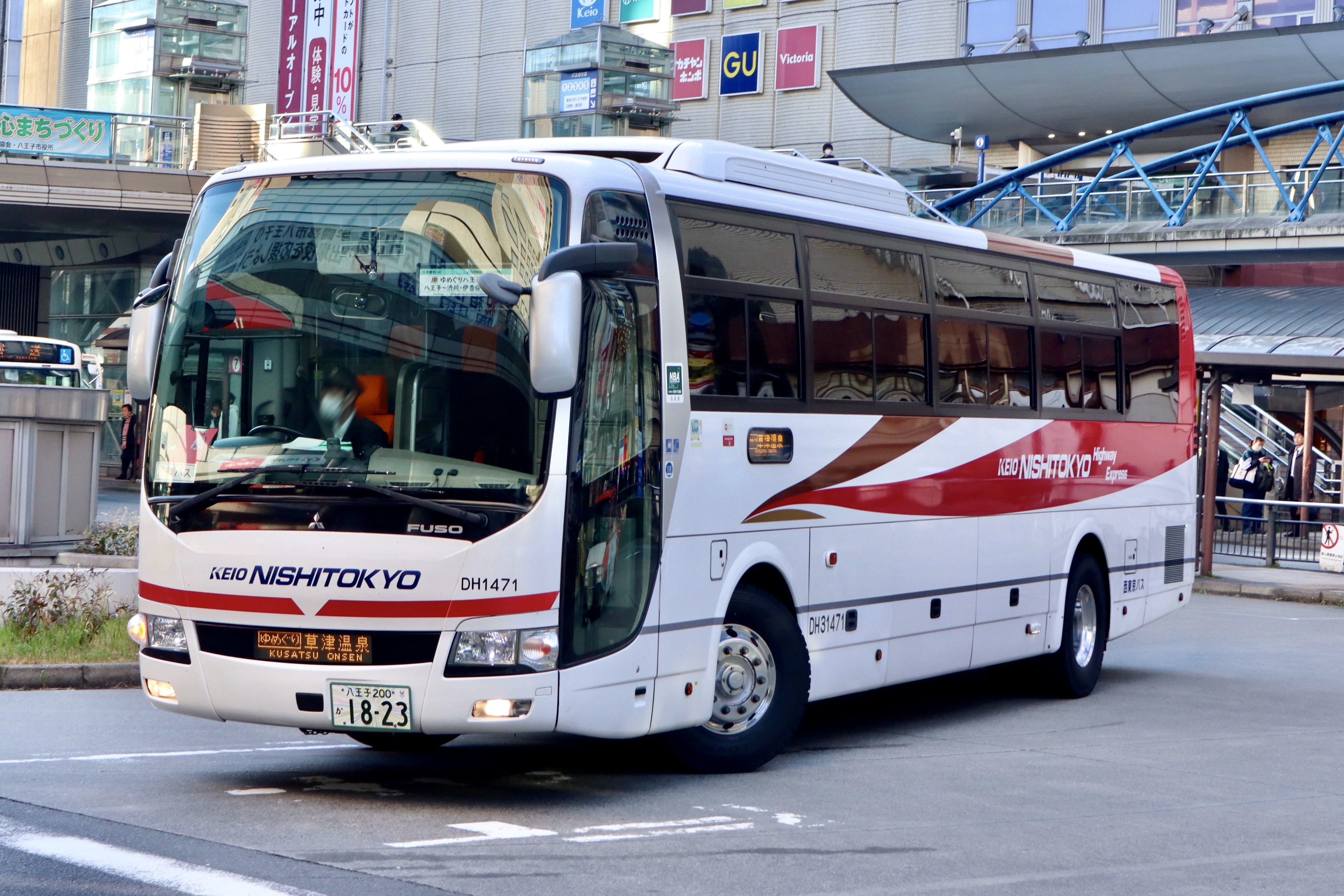
ゆめぐり八王子号

- ゆめぐり八王子号：京王八王子駅・JR八王子駅北口 - 渋川駅（乗降可能） - 伊香保温泉(見晴下) - 伊香保石段街 - 草津温泉バスターミナル 〔群馬バス東京営業所〕
  - 2024年12月1日 - 運行開始[52]。

JRバス関東とアライアンス契約を結んだ群馬バスとの共同運行路線として2024年12月1日に開設された路線。西東京バスと群馬バスが1往復ずつ担当する。

### 深夜路線

#### 深夜ご帰宅バス「楽帰ぃ!（らっきぃ）」（運休中）
（出典：）
- 立川駅北口→拝島駅→福生駅西口→羽村駅東口→小作駅東口→河辺駅北口（主要停留所）（全停留所、乗下車可能）
  - 2010年5月14日 - 運行開始（平日のみ）
  - 2011年4月2日 - 土曜日の運行を開始。

#### 寝過ごし救済バス（運休中）
金曜深夜（暦では土曜日になる）午前1時05分に高尾駅北口を発車し、JR八王子駅北口まで運行される。年末の忘年会シーズンに運行される。2014年から運行開始。乗車は高尾駅北口のみ。運賃は倍額である。

### かつて運行していた高速バス

#### 大宮サマーランド線
- 大宮駅東口 - 東京サマーランド

2019年8月9日 - 9月1日・7日・8日の夏季期間限定運行として開設。（※大宮駅東口発朝2便と、サマーランド発午後2便の計2往復4便）圏央道を経由する。国際興業バス西浦和営業所との共同運行で、大宮駅東口は9番のりばから発車する。両社とも4列シートの42人乗り観光バス車両が使われる。

##### 中央高速バス

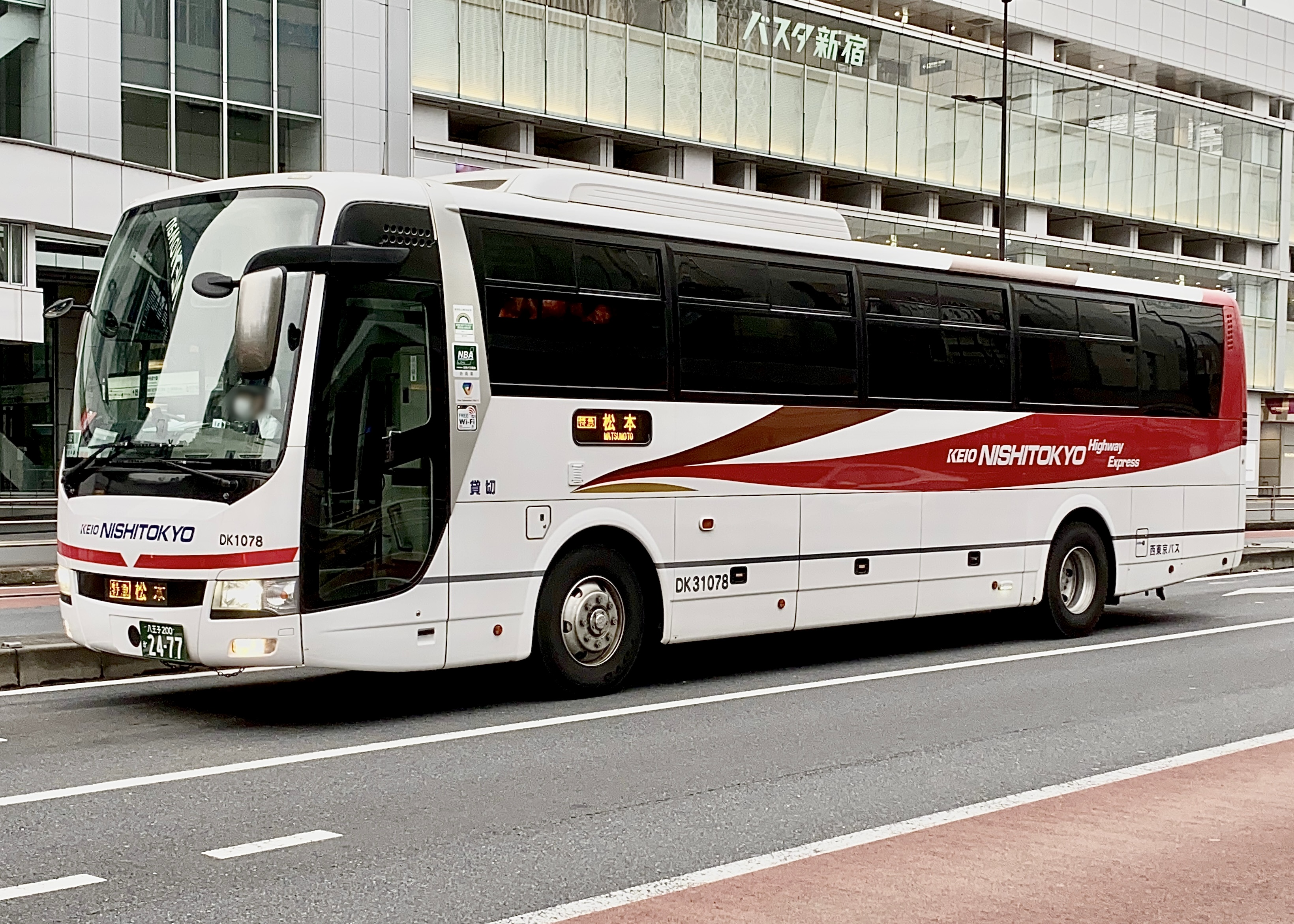
松本線に使用されたSクラスシート装備車(DK31078号車)

- 松本線：バスタ新宿（新宿駅） - 中央道日野 - 長野道みどり湖 - 松本バスターミナル 〔京王バス・アルピコ交通〕
  - 2012年12月28日 - 貸切バスの管理の受委託制度により、京王電鉄バスが担当する便の続行便の運行を受託。
  - 2020年8月8日 - 5901便及び5926便の本便の定期運用を受託。
  - 2024年3月31日 - 松本線の運行受託を解除。

#### 八王子 - 高崎・渋川・伊香保・四万温泉線

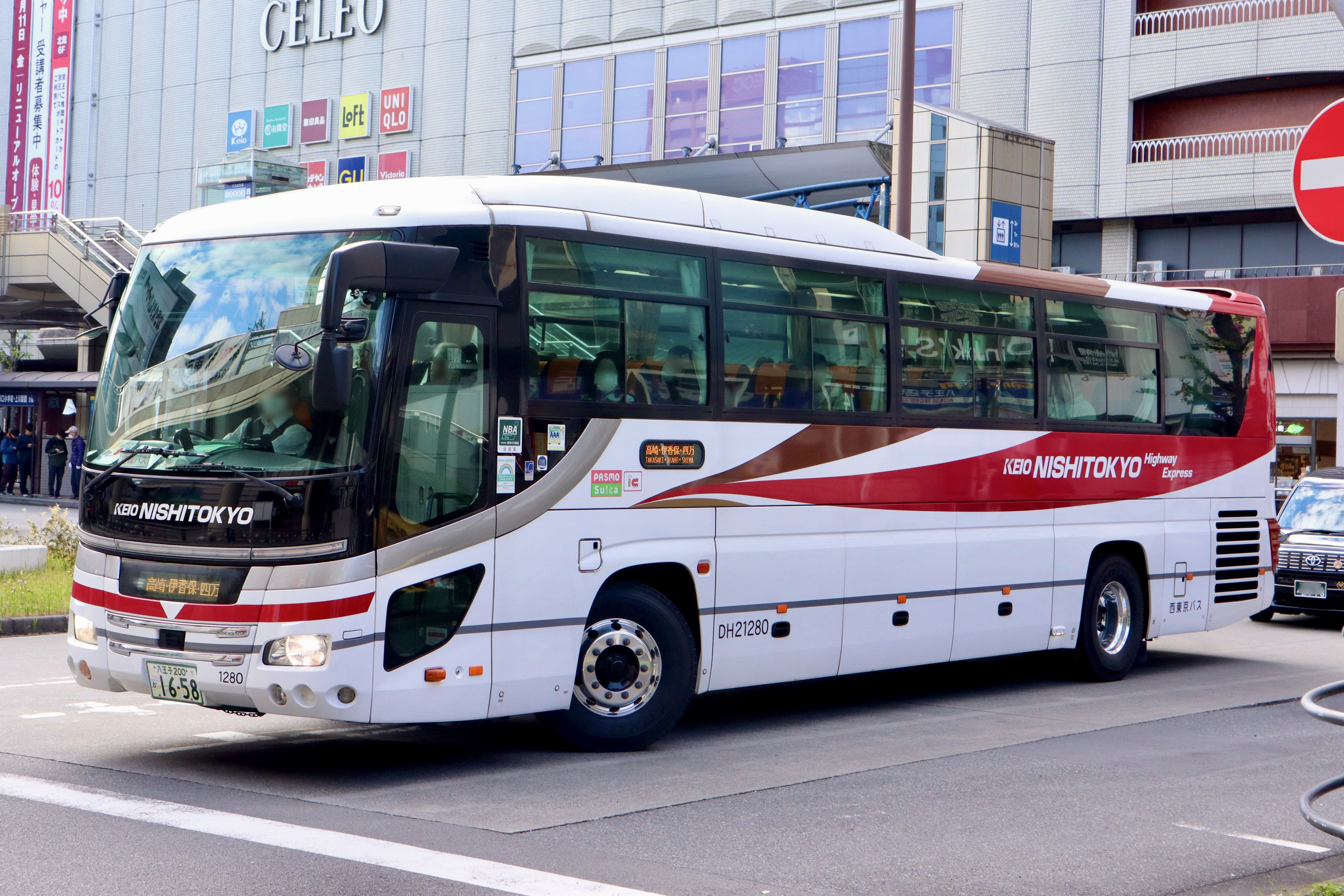
四万温泉行きとなるDH21280号車

- 高崎・伊香保・四万温泉号八王子線：京王八王子駅・JR八王子駅北口 - 高崎駅東口 - 渋川駅（乗降可能） - 伊香保温泉 - 伊香保温泉バスターミナル - 伊香保石段街口 - 中之条駅入口 - 温泉口（四萬館前） - 山口（やまぐち館前） - 月見橋 - 四万温泉（四万グランドホテル前） 〔関越交通〕
  - 2021年11月1日開設[54]。2往復（うち1往復は京王八王子駅 - 伊香保石段街口間の運行）。
  - 2023年11月1日関越交通が運休となり、1日1往復に減便[55]。
  - 2024年11月30日路線廃止[56]。

#### 夜行高速バス（休廃止）

##### 八王子 - 京都線
- きょうと号〔京阪バス〕
京王八王子高速バスターミナル - 京都駅
  - 1990年3月22日 - 運行開始[33]。
  - 2003年10月1日 - 高速バス路線を多摩バスへ移管。
  - 2007年3月30日 - この日の発便をもって路線休止。
  - 2007年4月1日 - 京王八王子高速バスターミナル廃止。

##### 八王子 - 大阪線
- トレンディ号〔近鉄バス〕
京王八王子高速バスターミナル - なんばOCAT - ユニバーサル・スタジオ・ジャパン
  - 1990年11月9日 - 八王子 - 大阪線「トレンディ号」運行開始[41]。
  - 2003年10月1日 - 高速バス路線を多摩バスへ移管。
  - 2006年11月30日 - この日の発便をもって愛称廃止、ツィンクル号へ統合。

##### 八王子 - 仙台線
- ニューエポック号〔宮城交通〕
京王八王子高速バスターミナル -（国道16号 - 岩槻IC - 東北自動車道 - 仙台宮城IC） - 仙台駅前
  - 1990年8月7日 - 運行開始[57]。
  - 1996年8月- 路線廃止。

##### 金沢線
- 愛称なし〔アルピコ交通〕

運行経路
- 渋谷マークシティ - 京王八王子駅 - JR八王子駅北口 - 金沢駅 - 小松駅 - 加賀温泉駅

概要

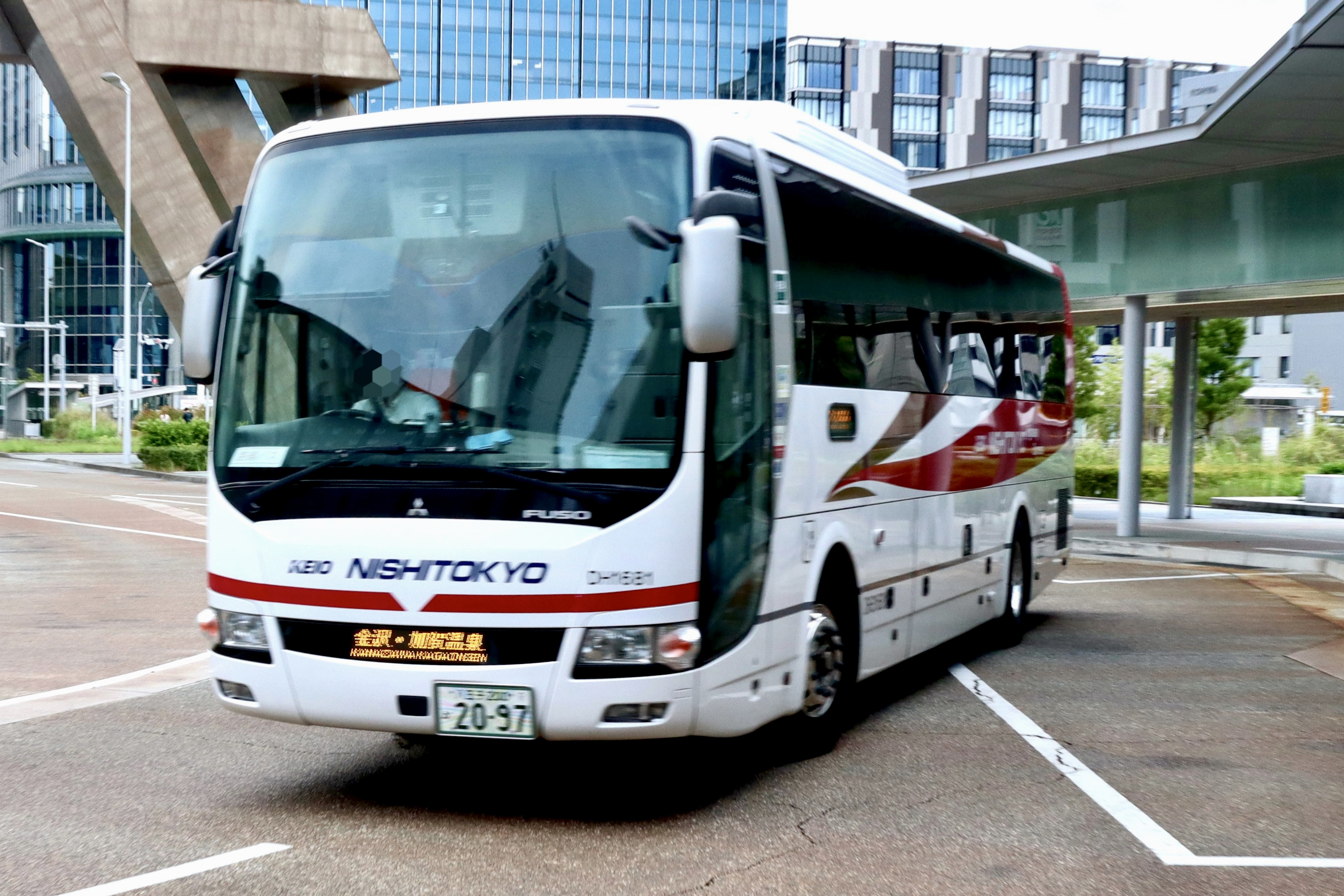
金沢線

- 東京都渋谷区・八王子市と石川県金沢市・加賀市を、首都高速4号新宿線・中央自動車道・首都圏中央連絡自動車道・関越自動車道・上信越自動車道・北陸自動車道経由で結ぶ路線。渋谷では渋谷マークシティ5階に停車する。
- 西東京バスとしては3路線目の高速バスで[要出典]、北陸鉄道にとっても関東方面への4路線目の高速バス路線であった。
- 西東京バスの高速バスではこの路線に限り路線愛称を採用しておらず、単に「金沢線」と呼ばれる。昼行は金沢駅の発着である。

路線沿革
- 1992年（平成4年）8月3日： 運行開始[11]。当初は北陸鉄道との共同運行。京王八王子高速バスターミナル ⇔ 加賀市役所前（のちに大聖寺東町に改称） - 小松駅 - 金沢駅を中央自動車道・名神高速道路・北陸自動車道経由で結ぶルートで、当初は昼行便もあった。
- 2003年（平成15年）10月1日： 東京側の運行会社が西東京バスから多摩バスに移管。
- 2007年（平成19年）7月6日： 八王子 - 金沢線を路線延長の上、経路変更を実施（渋谷マークシティ - 京王・JR八王子駅 - 金沢駅 - 加賀温泉駅）。
- 2008年（平成20年）9月1日： 多摩バスから西東京バスに復帰。
- 2010年（平成22年）3月1日： ダイヤ改正を実施。経路変更（中央自動車道・首都高速4号新宿線、首都高速中央環状線、首都高速5号池袋線、東京外環自動車道経由）の上、東京側の始発が京王八王子駅に変更となり、中央道三鷹・中央道深大寺・中央道府中に新規停車、昼行便を新設。昼行便は西東京バスのみで運行。
- 2011年（平成23年）1月11日： 昼行便が季節運行となる。なお、夜行便は引き続き毎日運行。
- 2020年（令和2年）
  - 4月1日： 北陸鉄道が運行から撤退。西東京バスの単独運行となる[58]。
  - 4月10日： 新型コロナウイルスの影響により、同日出発便より当面の間運休[44]。
  - 6月1日： この日のダイヤ改正で東京側の始発が渋谷マークシティに再度変更[59]。
  - 6月12日： 同日出発便より運行を再開[60]。その後も断続的に運行と運休を繰り返していた。
- 2022年（令和4年）4月21日：同日出発便よりアルピコ交通と共同運行開始[61]。
- 2023年（令和5年）12月9日：アルピコ交通担当便が運休となり、西東京バスの隔日運行となる[62]。
- 2024年（令和6年）
  - 1月9日：同日出発便より西東京バス担当便も運休[63]。
  - 3月31日：運行終了[64]。

#### 楽々エクスプレス

##### ご帰宅高速バス
- 八王子市内・高尾系統：浜松町バスターミナル→新橋駅→東京駅南→青山→中央道日野→京王・JR八王子駅→西八王子駅→高尾駅北口→タウン入口→恩方車庫（主要停留所）
  - 2010年12月1日 - 青梅線沿線系統とともに運行開始
  - 2011年11月30日 - 青梅線沿線系統へ統合される形で廃止

- 八王子市内・高尾系統：西武滝山台→京王・JR八王子駅→西八王子駅→高尾駅北口→タウン入口→恩方車庫（主要停留所）

2011年12月1日に、浜松町BT - 八王子市内・高尾系統を青梅線系統へ統合する際に八王子市内方面への乗り継ぎ便として運行開始したが、2013年11月1日に廃止となった。
- 青梅線沿線系統：新橋駅→銀座→東京駅八重洲南口→東京駅南→四ツ谷駅一丁目→新宿駅西口→拝島大師→拝島駅→牛浜駅入口→福生駅西口→羽村駅東口→小作駅東口→河辺駅北口（主要停留所）
  - 2018年3月30日深夜出発便をもって路線休止（廃止）

##### 通勤高速バス
- 早朝便：河辺駅北口→小作駅東口→羽村駅東口→福生駅西口→牛浜駅入口→熊川駅→拝島駅→西武滝山台→中央道日野→新宿駅西口→東京駅→新橋駅（主要停留所）
  - 2012年4月13日 - 運行開始[66]。
  - 2014年12月19日 - 東京駅乗り入れ開始[67]。
  - 2015年3月31日の運行をもって廃止。

#### 深夜路線

##### 深夜急行バス
- 八王子市内・高尾系統：新橋駅→銀座→東京駅八重洲南口→東京駅南→新宿駅西口→京王八王子駅→八王子駅北口→西八王子駅→高尾駅南口→高尾駅北口→タウン入口→恩方営業所（主要停留所）
  - 2009年12月1日 - 運行開始
  - 2010年4月19日 - 八王子市内・高尾系統が西八王子駅へ乗り入れ。それに伴い楢原町・四ツ谷並木橋バス停には停車せず。
  - 2010年11月11日 - 新宿駅西口発の深夜急行2路線の出発地が新橋駅に変更された。着地までの運賃と、新宿以西の発着時刻に変更はない。

（新橋駅、銀座、東京駅南、四ツ谷一丁目、新宿駅西口は乗車専用。その他バス停は降車専用。土曜・休日・旧盆・年末年始の翌日は運休。座席定員制。）
  - 2014年12月19日 - 東京駅八重洲南口乗り入れ開始[67]。
  - 2016年8月4日 - 馬場谷戸、中野市民センター、東楢原、鶴巻橋、日吉町、横川、四谷、石神坂、城山大橋の9停留所を廃止し、団地入口、大和田、京王八王子駅、八日町4丁目、追分、高尾駅南口、霞ヶ丘住宅の7停留所を新設。
  - 2020年4月13日 - 新型コロナウイルスの影響により、当面の間運休[68]。
  - 2024年3月31日 - 運行終了[69]。

## 車両
車両のカラーリングは、一般路線車は前身の3社が京王帝都電鉄の傘下となった頃より、同社が戦後から昭和40年代まで一般路線車で使用していたものから下部の白線を省略したカラーリングが、本家の京王が塗色変更して久しい現在に至るまで伝統の塗色を守り続けている。高速車・貸切車の塗色は京王電鉄バスグループの高速・貸切車共通カラーで、京王グループCIロゴ「 KEIO 」と「 NISHITOKYO 」の文字が入る。
車内放送は、レゾナントシステムズ製の音声合成放送を採用している。

### 路線車
一般路線車は、いすゞ自動車、日野自動車、UDトラックス（旧・日産ディーゼル）、三菱ふそうトラック・バスの4社の車両を導入している。
1995年までは、主に八王子地区はいすゞ車、五日市・青梅地区は日野車を導入していたが、親会社の京王帝都電鉄（現・京王電鉄バス）と同様に、1995年から中型長尺ワンステップバスの日産ディーゼル・JP（U-JP211NTN）を導入開始、1997年から1998年にかけては小型ワンステップバスの日産ディーゼル・RNを一括導入した。その影響で以後しばらく日産ディーゼル車のみの導入となったが、2001年以降は再びいすゞ・エルガと日野・レインボーHRを導入し、いすゞ車と日野車の配置が復活した。
京王電鉄バス同様、ノンステップバスなど低床バスの導入に非常に積極的である。1970年代にはいすゞ・BUの低床版であるBU06を導入していた。2012年3月31日に国土交通省が発表した「ノンステップバス導入率が高い事業者ベスト30」では、総台数の95%以上がノンステップバスであり全国第4位にランクインした。
2013年1月より、一般路線バス車内でau Wi-Fi SPOTおよびWi2 300（ワイヤ・アンド・ワイヤレス）による公衆無線LANサービスが開始された。
訪日外国人客および沿線在住の留学生への対応のため、2015年4月1日のダイヤ改正より停留所案内に英語放送が追加されている。同年9月1日のダイヤ改正からは前面及び側面の行先表示板にも英語表記が本格的に追加された（「回送」「西東京バス」の表示および携帯電話のマナー喚起放送は2008年頃から英語対応であった）。
2015年7月より、携帯電話・スマートフォン充電専用コンセントを搭載した「電源バス」の運行を開始した。以降導入された新車はすべて充電コンセント搭載車両となる。
また特徴的な仕様として、山岳路線を走行するため転落防止として、最前列のタイヤハウス上の座席に2点式シートベルトが設置されている。座席には｢この座席ではシートベルトの着用にご協力ください｣という掲示もされている。

#### 路線車の車種
三菱ふそう
- 1970年代まで青梅営業所に在籍していた[76]。
  - 大型車のMR470やMP117、中型車のMK116などが在籍した。いずれも呉羽車体を架装。
- 以降しばらく導入がなかったが、2014年に中型ノンステップ車のエアロミディMKが導入され、電源バスとして運行中。

いすゞ自動車

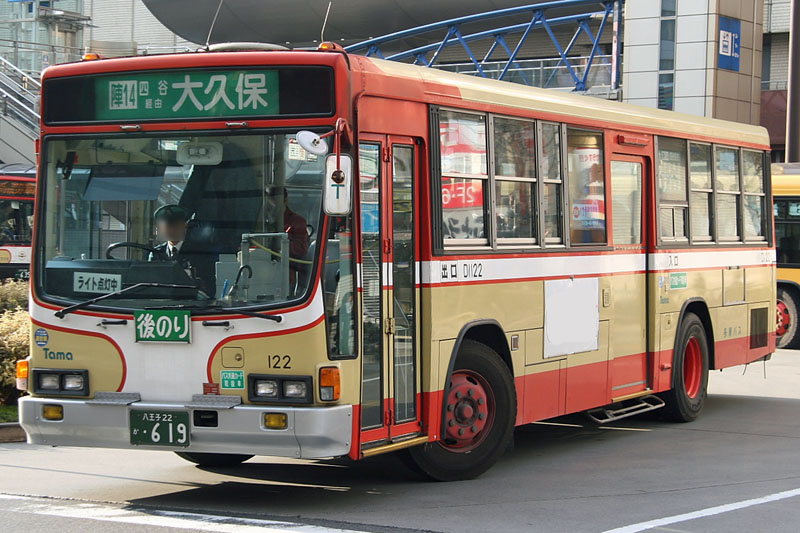
いすゞ・キュービック（D1122）
多摩バス委託時代

- 2007年5月に運行を終了したボンネットバスBXD50については#夕やけ小やけ号を参照。
- 1995年までは、八王子地区（八王子営業所→恩方営業所、楢原営業所）の指定メーカーであった。
- モノコックバスはBUやCJM（K-CJM500）、山間路線では大型短尺車のBAも導入された。
- 大型路線車 - キュービック[17]
  - 1995年まで、P-LV314L、U-LV324L[17]（2008年に全廃）が導入されていた。
  - 富士重工製ボディ、アイ・ケイ・コーチ製純正ボディの両方を導入していた[17]。
  - 八王子営業所では、富士5Eボディ（P-LV314L）が配置されていたが、営業所廃止後に楢原営業所へ転属している。
  - 1990年式以降（U-LV324L）は、楢原営業所には富士7E、恩方営業所には主に純正ボディが配置されていた[17]。
- 2000年代以降は、大型路線車のエルガノンステップtype-Aが楢原・青梅・恩方の各営業所に導入された。
- 中型路線車は、エルガミオノンステップが楢原・五日市の各営業所に導入された。
- 2013年3月には、五日市営業所にエルガハイブリッドが1両配置された[77]。

日野自動車

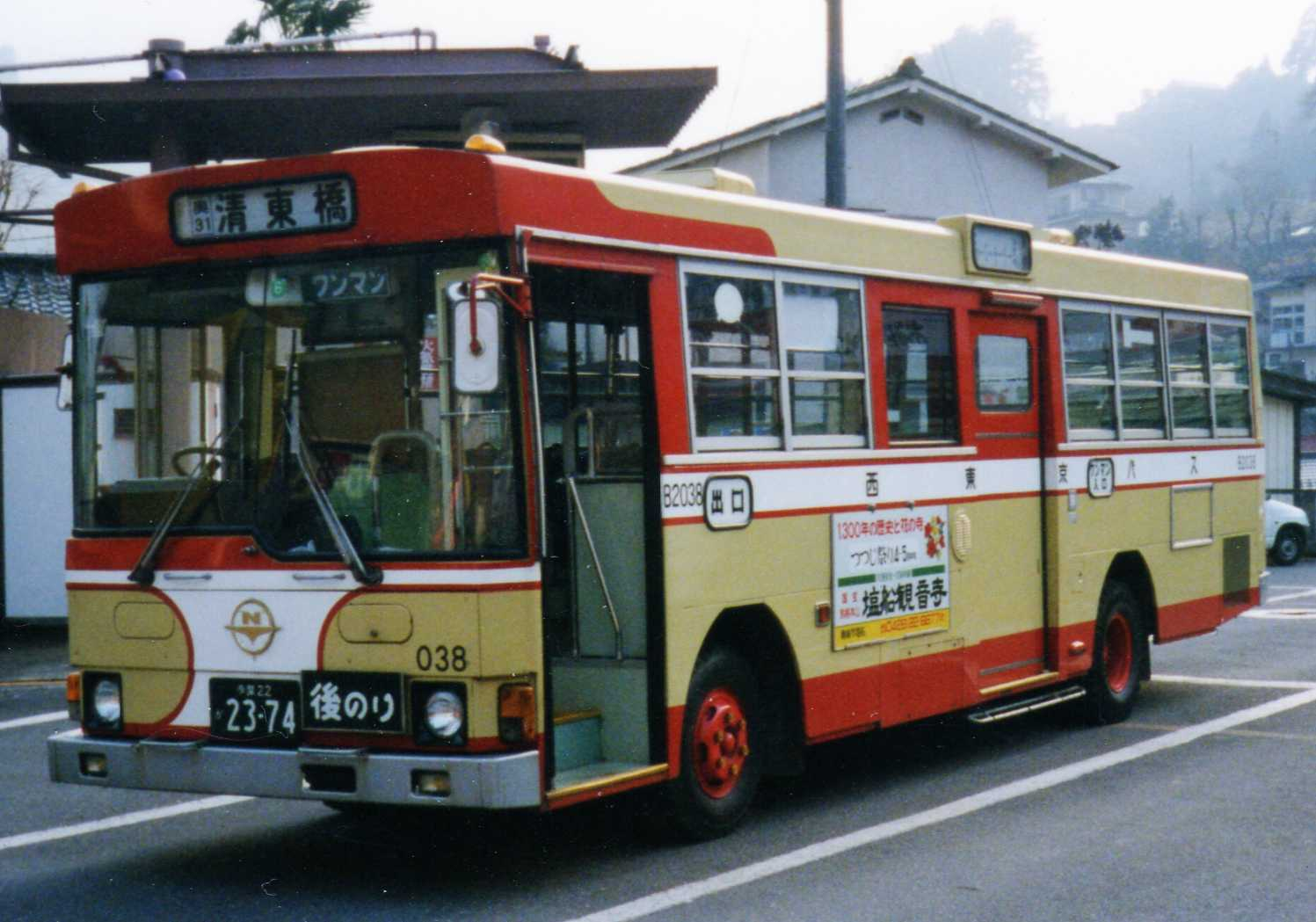
日野・レインボーRJ（B2038）

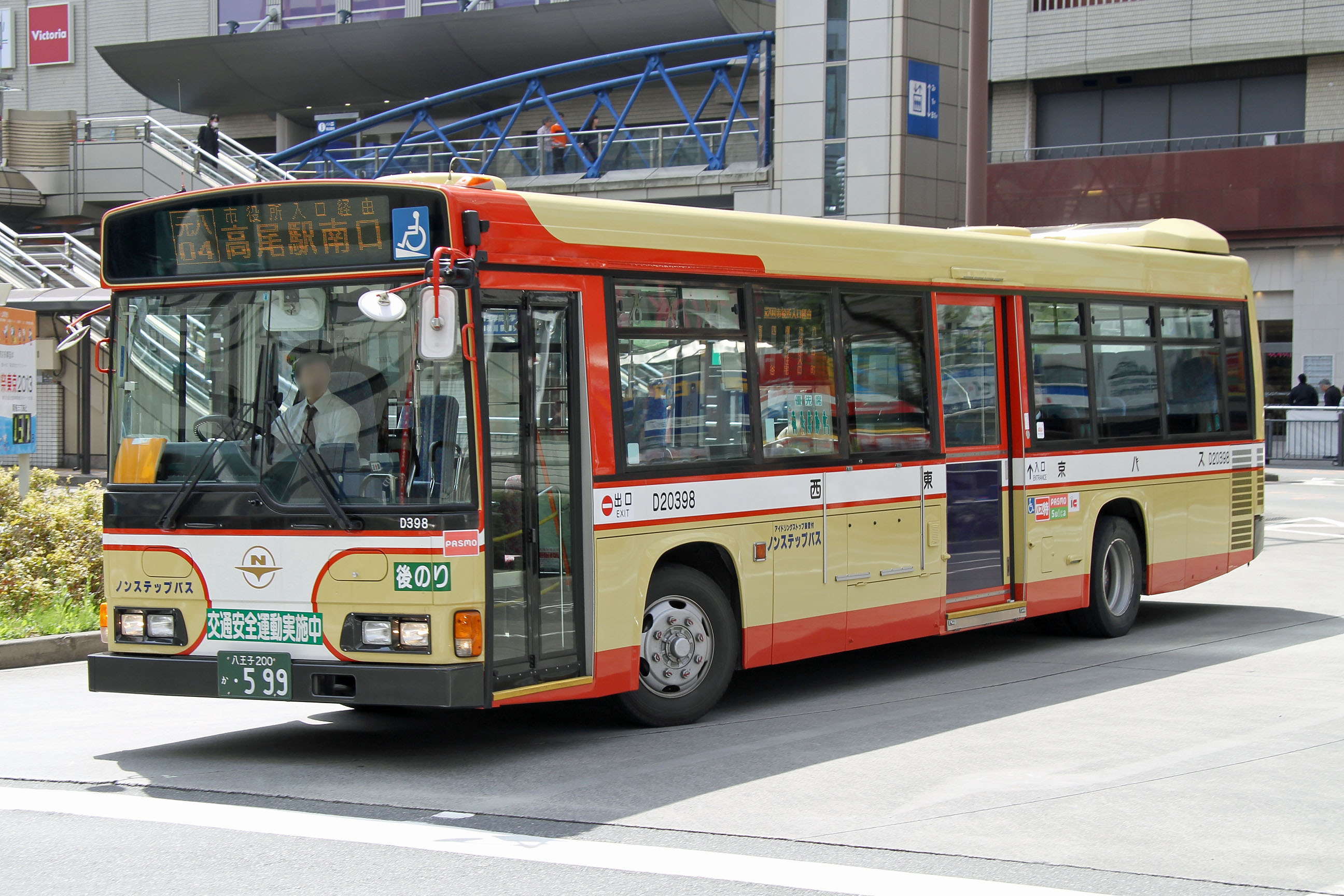
日野・レインボーHR（D20398）
京王電鉄バスからの移籍車。フォグランプを装備しない

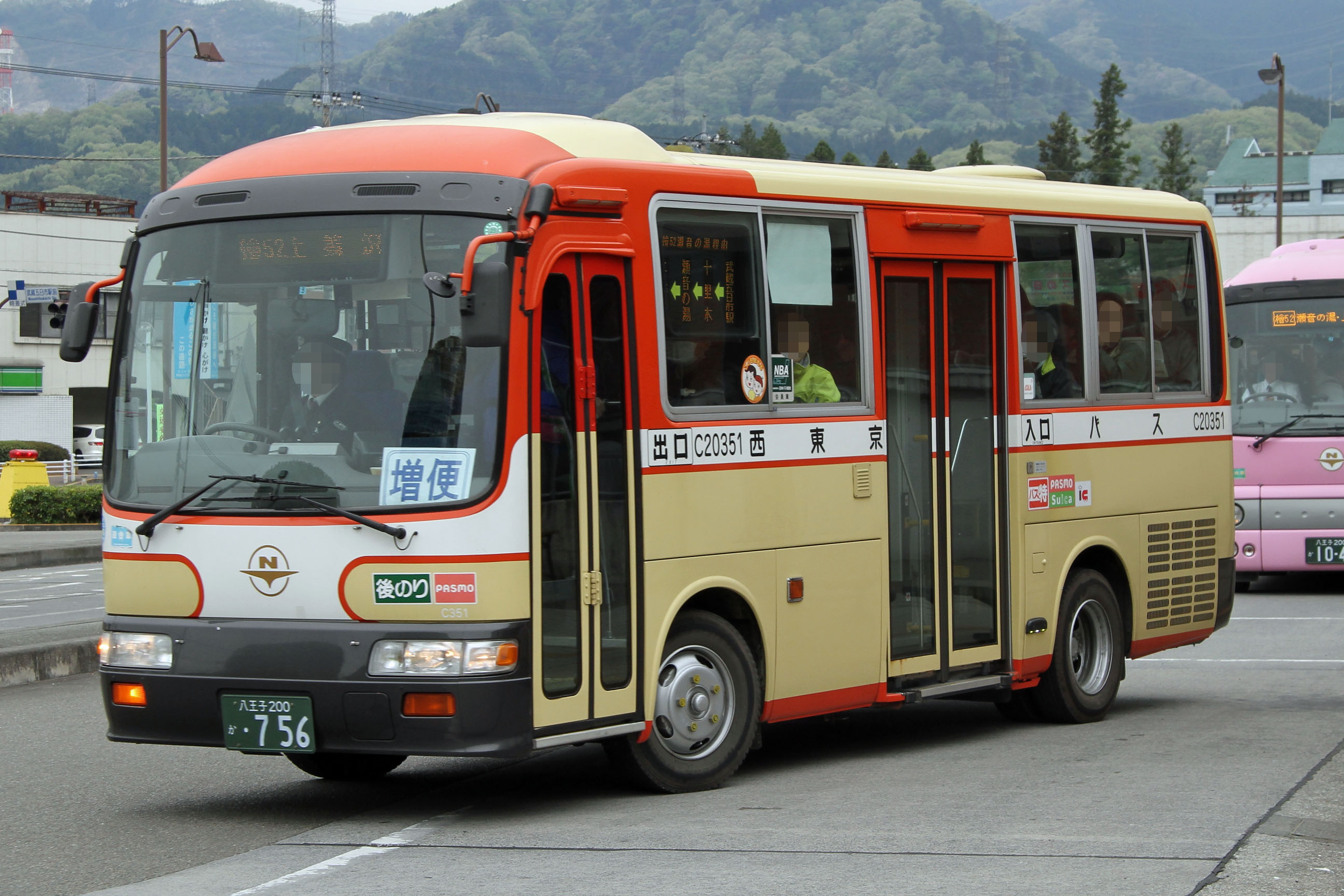
日野・リエッセ (C201→C20351→C20168)
中古導入のリフトバス

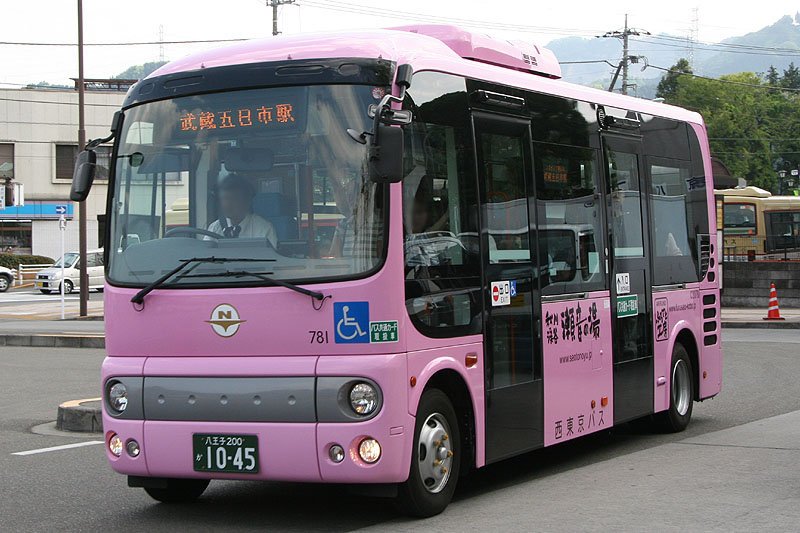
日野・ポンチョ (C20781)
「瀬音の湯」ラッピング

- 1995年までは、五日市営業所・青梅営業所の指定メーカーであった。
- モノコックバスはRE（帝国車体）を導入していた。
- 大型路線車 - 日野・ブルーリボン (HT系)[17]
  - ブルーリボンHT系は富士重工車体で、P-HT235BAは5E（1989年式以降は7E）、U-HT2MMAAは7Eを架装していた[17]。
- 中型車 - 日野・レインボーRJ（日野車体工業製純正ボディ）[17]
  - 初代RJ（K-RJ172AA、P-RJ172BA）、2代目RJ前期型（U-RJ3HJAA）と、長期にわたり導入された[17]。
- 小型車 - 日野・レインボーRB（日野車体工業製純正ボディ）[17]
  - 路線車・貸切車ともに導入。また貸切車ではレインボー7W（U-RH1WFAA）も導入されていた[17]。
- 2000年代以降は、大型路線車はブルーリボンIIノンステップが楢原・青梅・五日市・恩方の各営業所に導入された。
- 2016年より、日野ブルーリボンハイブリッド（HL系）が楢原・恩方の各営業所に導入されている。
- 中型長尺車は、レインボーHR（10.5m車）が五日市・青梅・恩方の各営業所に導入された。
  - 京王電鉄バスからの路線移管に伴い、京王電鉄バス八王子営業所からレインボーHR（10.5m車）が転属している。
- 中型車は、レインボーHR（9m車）が楢原営業所に、レインボーIIノンステップが楢原・五日市の各営業所に、レインボー（KR系）が楢原・恩方の各営業所に導入された。
- 日野・リエッセ（KK-RX4JFEA） - るのバス、一般路線バス[19]
  - 初代「るのバス」専用車のリエッセ（C220→C20069）は車椅子用リフトがなく中折戸[19]。ポンチョに代替され除籍済み。
  - 一般路線カラーのリエッセ（C201→C20351→C20168）は中古導入車。中グライドドアのステップリフトバス。5桁社番に改番後、年式が判明し再改番されている[19][20]。

20168は青梅営業所へ転属後、イーアス高尾の開業と同時に恩方営業所へ転属し、イーアス高尾 - 臨時駐車場間の無料シャトルバスとして使用。シャトルバス運行終了後に青梅営業所に再転属し、2018年に除籍。
- 日野・ポンチョ（初代） - はちバス・はむらん[19]
  - はちバス・はむらんの初代車両。2代目ポンチョに代替され除籍済み。
- 日野・ポンチョ（2代目） - はちバス・はむらん・るのバス、一般路線バス[19][20]
  - 五日市営業所に「瀬音の湯」専用ラッピングのC20781（ADG-HX6JLAE）が在籍したが故障廃車、代替として大阪市営バスの中古車を購入。
  - C21252・C21253（SDG-HX9JLBE）は大阪市営バス（旧・赤バス→一般路線転用車両。2014年3月31日に大阪市交通局での運用終了）からの譲受車。
  - 1ドアロングボディ。大阪市営仕様のドアチャイムのまま使用。西東京バスカラーだが、C21252は通常と塗色が異なる。
  - B21251（SDG-HX9JLBE）は「はむらん」用の電気バス。2ドアロングボディだが中扉は閉め切って使用。2021年に除籍。

UDトラックス（旧・日産ディーゼル工業）
- 日産ディーゼル・JP[17]

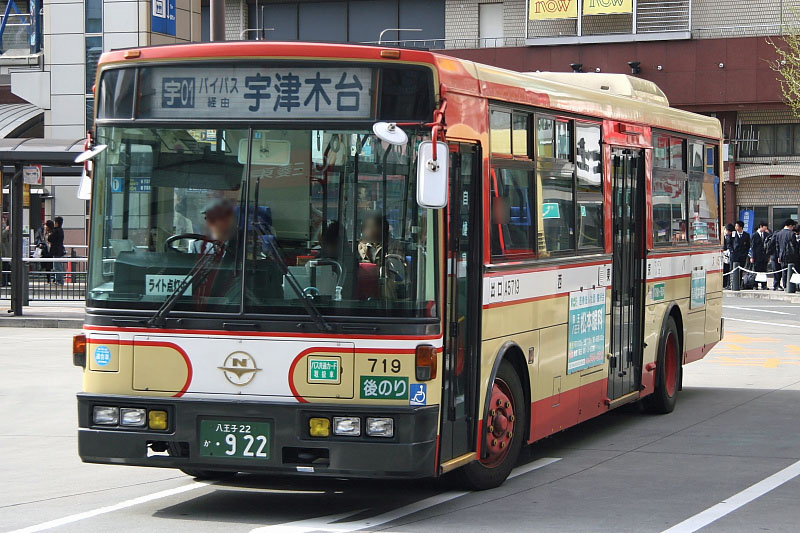
日産ディーゼル・JP ワンステップ（A5719）

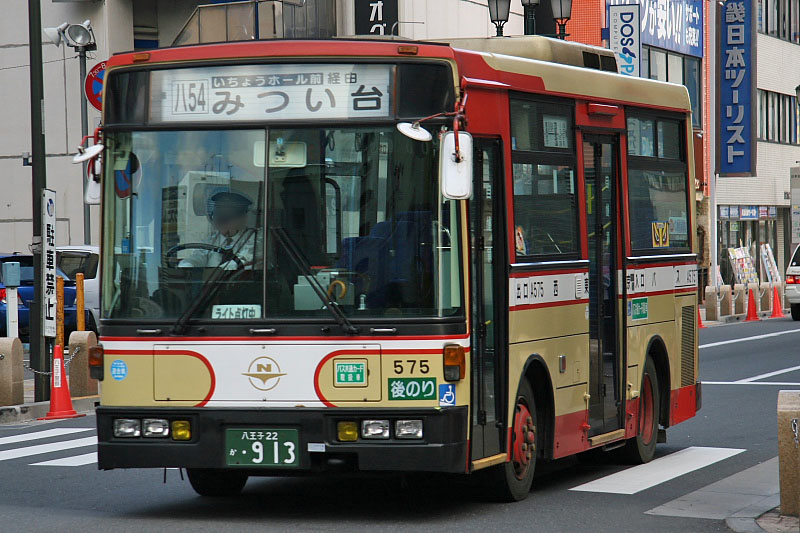
日産ディーゼル・RN（A575）

  - 1995年よりワンステップが導入開始。各営業所に配置された。
  - 平成元年排出ガス規制適合車（U-JP211NTN）は、京王帝都が逆T字窓なのに対し、西東京バスはサッシ窓仕様で納入された。
  - JPノンステップが2000年まで増備され、各営業所に配置された。
- 日産ディーゼル・RN[17]
  - 1997年導入開始。京王が大量導入した小型路線車のRNは、西東京バスでも20台以上在籍していた。
  - その後、ノンステップ中型車（いすゞ・エルガミオと統合車種の日野・レインボーII）への代替が進み、2011年2月に最後まで残っていた6両が一斉に除籍され全廃した。
- RM（KC-RM211GAN）[17]
  - RMノンステップは1999年に導入、西日本車体工業ボディ架装[17]。西東京バスでは初の西工ボディ本格導入となった。
  - 当初は五日市営業所・氷川車庫の閑散路線に用いられていたが、八王子市内で小型車で運行されている路線の輸送量拡大のため、2005年から2006年にかけて大半が楢原へ転属した。
  - 2010年になると楢原・五日市から転属し、今度はほとんどが氷川に所属した。その後全廃している。
- 日産ディーゼル・UA
  - 朝夕の学生の輸送量が多いため、2000年以降はJPから、大型車のUAノンステップに切り替えられた。
  - フルフラットノンステップ車のUA（Fタイプ）も在籍していた。
  - 2022年3月をもって、最後まで路線用として在籍していた1台（A50418）が運用離脱となり、現在は教習・特定用が数台残るのみとなっている。
- スペースランナーRA
  - 2006年からは尿素SCRシステムを搭載したスペースランナーRAノンステップが導入された。

### 高速車
夜行便は日野・セレガ及び三菱ふそう・エアロエース（いずれも独立3列シート・トイレ付きのハイデッカー）が用いられる。かつてはスーパーハイデッカー車が夜行高速バスの主力として用いられていたが、2009年以降のハイデッカー車への移行により、スーパーハイデッカー車は増発便にのみ使用されている。
昼行便・空港便・深夜急行便は、日野・セレガ及び三菱ふそう・エアロエース（いずれも4列シートシート・トイレ付きのハイデッカー）が、恩方車庫行の深夜急行路線には日野・ブルーリボンワンステップ（補助席付きワンロマ車）が用いられる。
青梅営業所が所管する河辺駅北口行きの深夜急行バスにはワンロマ車が用いられており、定員は立席を認めていないために40人ほどである。

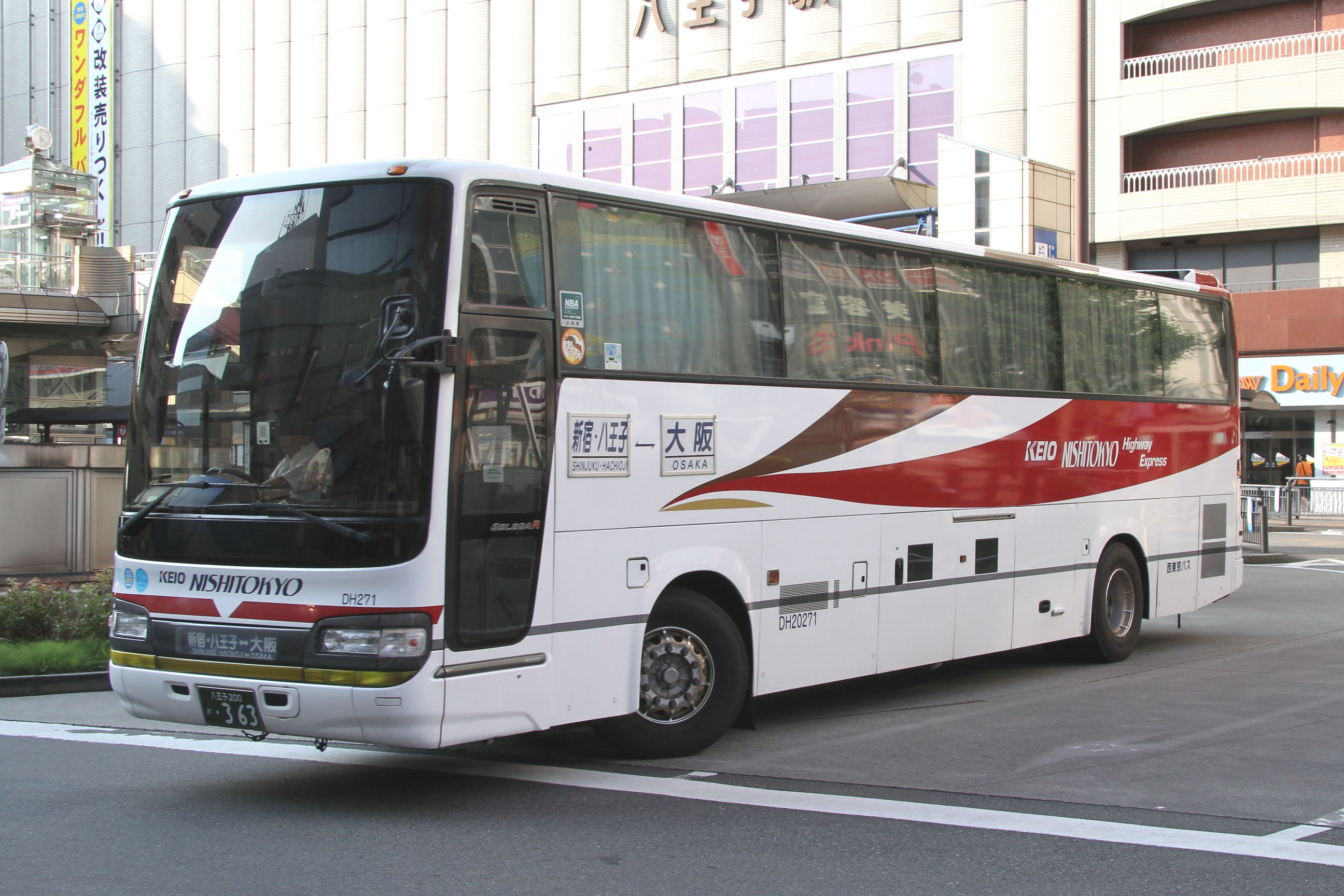
夜行高速路線用車両（増発用スーパーハイデッカー） 日野・セレガR GD
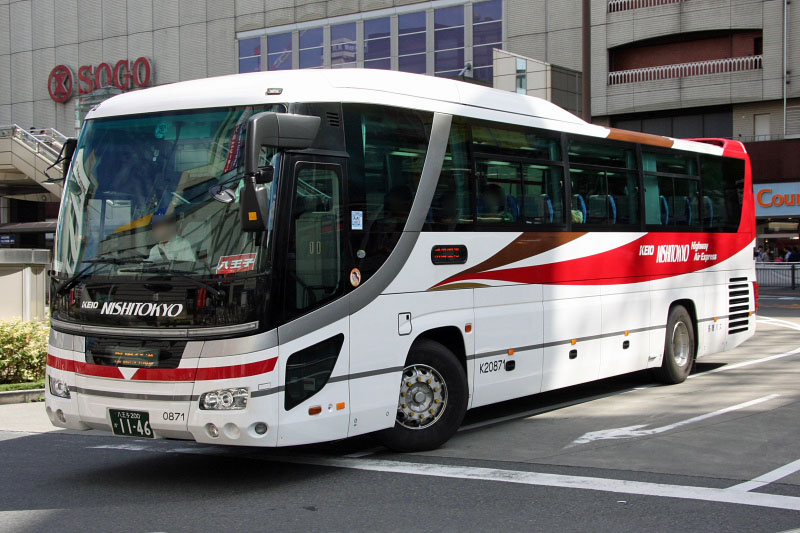
昼行高速路線（空港線）用車両 日野・セレガHD
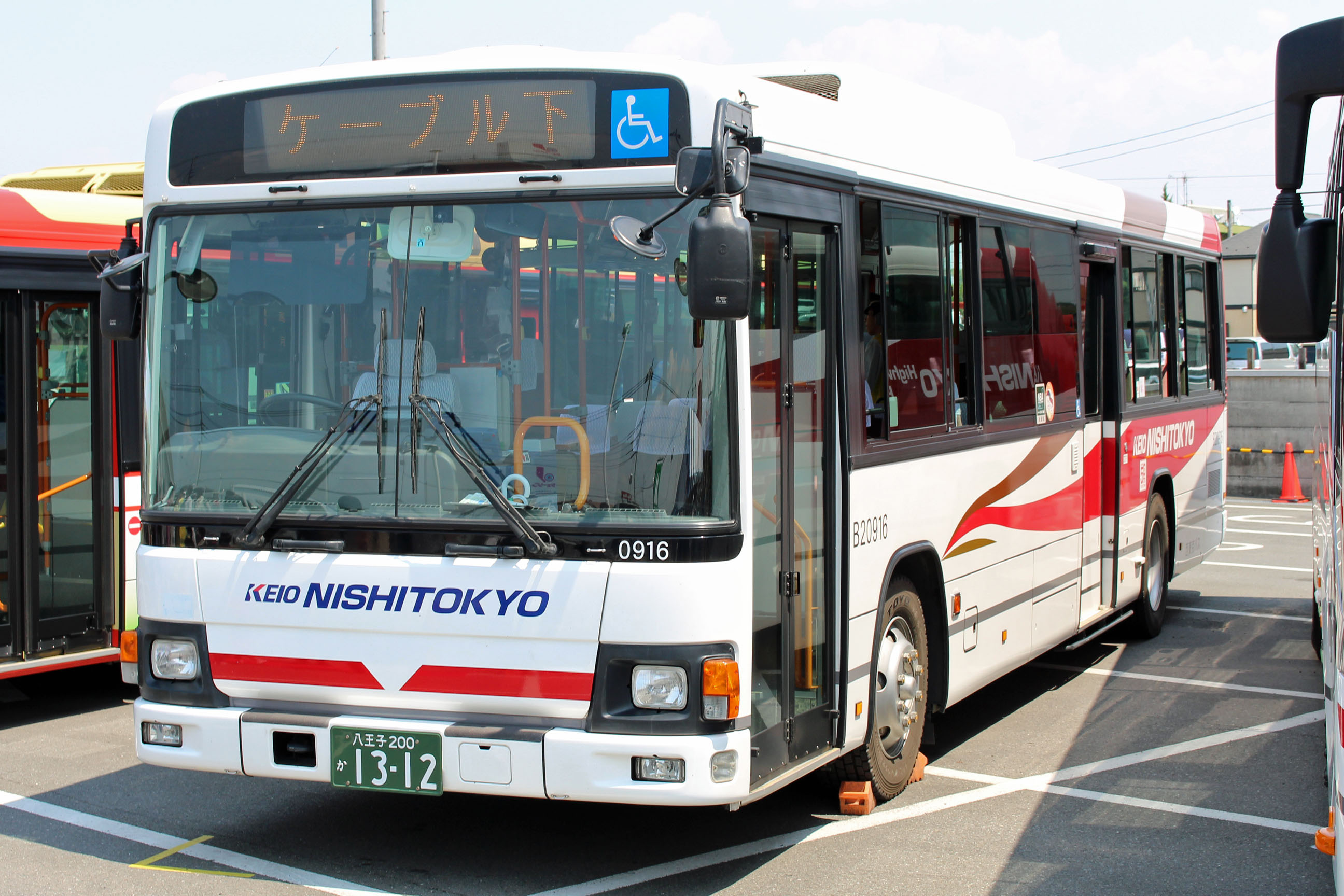
ワンロマ車（深夜急行バス） 日野・ブルーリボンII

### 貸切車
かつては大型貸切車として、日野・RV、日野・ブルーリボンRU（K-RU638AA）が導入されていた。貸切車の塗色は京王帝都電鉄と同様のものを使用していたが（この塗装は京王電鉄バスの100周年復刻塗装で「2代目ワンロマカラー」として再現されている）、西東京バスオリジナルカラーに変更された後、京王グループ統一カラーに再度変更されている。
特定バス事業として、各営業所においてスクールバスや霊園などの送迎バスを受託運行している。明治大学付属中野八王子中学校・高等学校（明大中野八王子）の特定輸送車については、西東京バス楢原営業所#楢原営業所中野学園車庫を参照。
貸切車にも日野・リエッセが在籍し、西多摩霊園送迎バス（BK20951）の専用車として使用される。また日の出町の町民専用バス「ぐるり〜ん日の出号」専用車（CK20872）も在籍したが、2022年7月1日の乗合バス化によって除籍された（詳細は日の出町コミュニティバスを参照）。
また、聖パウロ学園高校のスクールバスとして使われていた日野・メルファが在籍する。
この他に学校送迎用として三菱ふそう・エアロミディMK（KK-MK25HJ）やいすゞ・ガーラミオ（KK-LR233J1）などが在籍するが、これらは自社発注ではなく移籍車である場合が多い。
一般路線車の貸切も受け付けているが、自社運行エリア内での使用に限られ、シートベルトなどの設備がないため高速道路は通行できない。2012年秋頃に、高速路線仕様の貸切車が導入された。平日は学校のシャトルバスとして運行し、週末は中央高速バス松本線の受託便に使用されている。

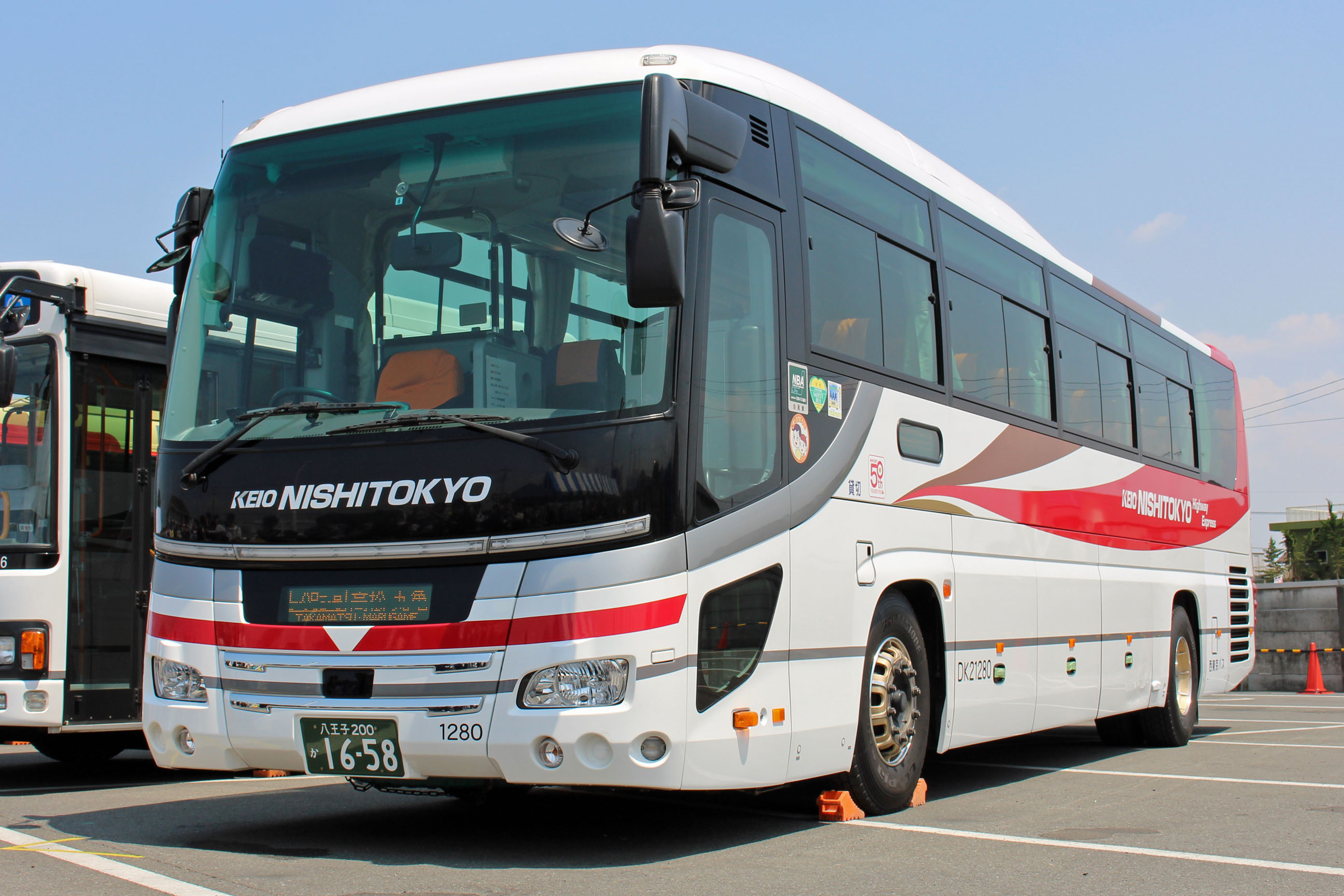
貸切車（高速予備兼用） 日野・セレガHD
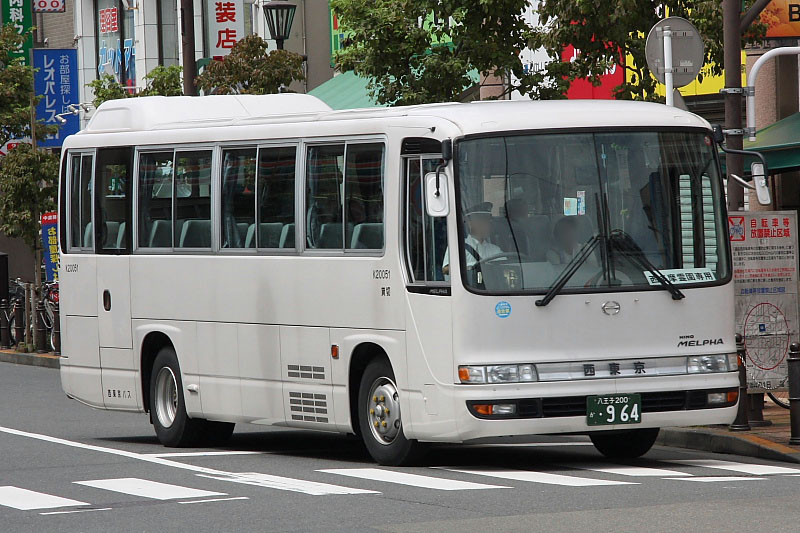
送迎車 日野・メルファ

### 社番
現行の車両管理番号（社番）は、営業所を示すアルファベット1文字（営業所記号：本社および営業所の節を参照）と数字5桁で構成される。これは親会社である京王電鉄バスグループの付番規則に合わせたものである。
2006年導入車より現行の付番規則が採用され、2010年初夏頃までは数字5桁の新社番と、2005年以前導入の車両に付番された3桁（小型車）、4桁（大・中型車）の社番が混在していたが、既存車両にも大規模な一斉改番が行われ、同年9月末に全車両が現行社番に統一された。またこの際に、貸切車にはK、高速車にはHの用途記号が付加された。用途記号の文字は京王電鉄バスグループと同じであるが、営業所記号と合わせてアルファベット2文字で表記される（京王では営業所記号は表記されず用途記号のみ）。

なお多摩バスの車両では、営業所記号の前に多摩バスを表すTを付け、アルファベット2文字で表記していた。
2015年末に登場した「にしちゅんバス」には初めは所属営業所にかかわらず、専用アルファベットNが付与されていたものの、現在では2両とも所属営業所のアルファベットに変更させられた。（N11532→A11532、N11533→D11533）
| （2005年以前） | A      | 1        |      | 161      |
| （2006年以降） | A      | 5        | 06   | 01       |
| -------------- | ------ | -------- | ---- | -------- |
|                | 営業所 | メーカー | 年式 | 固有番号 |

A1161は楢原営業所所属 (A) のいすゞ車 (1) の161号車、A50601は楢原営業所所属 (A) の日産ディーゼル車 (5) で、2006年 (06) に1番目 (01) に導入された車両となる。
- 数字部の桁数にかかわらず、営業所記号の後の数字はメーカーを表す[17][19][20]。
  - 1：いすゞ自動車
  - 2：日野自動車
  - 3：三菱ふそうトラック・バス
  - 5：UDトラックス（日産ディーゼル工業）
  - 7：BYDおよび江蘇常隆客車
  - 8：トヨタ自動車
- 京王電鉄バスグループでは、UDトラックスに"4"を割り当てている（1から3までは同じ）[17][19][20]。
- メーカーを表す数字の後の2桁の数字は導入年（西暦下2桁）を表す。
- その後の2桁は導入年ごとの固有番号となる。
- トヨタ車は、小津町地域循環バス用のハイエースコミューター（DK80876）1台のみ[20]。
- なお一部これに当てはまらない例外の車両も存在する。

#### 旧社番
1992年4月6日の八王子営業所廃止と恩方営業所新設までの営業所記号は以下のとおり（#本社・営業所も参照）。
- A：八王子営業所（現：楢原営業所）
- B：青梅営業所
- C：五日市営業所
- D：楢原営業所（現：恩方営業所）

2010年9月まで使用されていた3桁・4桁の社番については以下のとおり。
- 1：いすゞ自動車
- 2：日野自動車
- 3：三菱ふそうトラック・バス
- 5：日産ディーゼル工業（大型車と中型長尺車は4桁、小型車は3桁）
- 6：日産ディーゼル工業（中型車、4桁）- 日産ディーゼル・RM

- 数字部の桁数が3桁・4桁の場合、メーカーを表す数字以降は固有番号であった。
- 日産ディーゼル
  - 恩方営業所 - 600番台
  - 楢原営業所- 700番台
  - 五日市営業所 - 800番台
  - 青梅営業所 - 900番台
- 1997年より導入開始された小型車の日産ディーゼル・RNは3桁社番で500番台[17][19]。
  - 京王では小型車のRNに変則社番の"7"を割り振っていた[17][19]。
- 1999年に導入された日産ディーゼル・RM（KC-RM211GAN）は変則社番の6000番台[19]。
  - 五日市営業所の車両は000番台（C6004～6005）[19]。
  - 2005年以降に楢原営業所へ転属したRMの固有番号は900番台（A6901～6908）[19]。
  - 多摩バスへ移籍した車両は5桁社番への変更時に"5"に改番された（TB59901～59902）[19]
- 日野自動車
- 2005年導入の日野・レインボーHR（PB-HR7JHAE、9m車）の固有番号は950番台（A2950～2955）[19]。
- 西東京バスでは初となるブルーリボンII（KL-KV280L1、当時はいすゞ・エルガのOEM車扱い）が2004年に楢原営業所へ5台導入（A1204～1208、八王子200か704～708）された際は、導入当初はいすゞ車扱いで"1"となっていた[19]が、2010年の改番で日野車の"2"（A20404～20406・20414～20415、登録番号変更なし）へ変更された[20]。
- 「夕やけ小やけ号」のボンネットバスいすゞ・BXD50には、特別社番として"B001"が付与されていた[17][19]（#夕やけ小やけ号も参照）。

## 夕やけ小やけ号
夕やけ小やけ号（ゆうやけこやけごう）は、西東京バスがボンネットバスを用いて、1982年から2007年までの毎年春（4 - 5月）・秋（10 - 11月）のハイキングシーズンに、京王八王子駅から陣馬高原下まで運行していたバスである。「夕やけ小やけ号」としては同年5月6日をもって運行を終了したが、その後もイベントなどで時折その姿を見せていた。本節では「夕やけ小やけ号」として運用されていた車両についても記述する。

### 概要
1982年の西東京バス創立20周年を記念して、長野県の伊那バスで日本アルプス登山口への山岳路線用として運行されていたボンネットバスのうちの1台を当社が購入、同年9月26日に京王八王子駅 - 陣馬高原下で、春と秋の日曜・祝日に限定して運行開始された。
「夕やけ小やけ号」の愛称は、同号の運行経路である陣馬街道沿いに、八王子恩方地区の美しい夕焼けを題材にした童謡「夕焼小焼」の作詞者中村雨紅の生家や自筆の歌碑があることから命名された。以来25年間、陣馬高原へのハイキング客や、その姿を懐かしむ中高年や家族連れなどに利用されてきた。
2002年に自動車NOx・PM法が施行され、運行地域である八王子市も対象区域内に入り、使用の本拠を置く事ができなくなったため、八王子市内の恩方営業所から対象区域外の西多摩郡奥多摩町にある氷川車庫に転属した。運行担当は引き続き楢原営業所が行った。2003年には八都県市ディーゼル車規制条例対策のためDPFが取り付けられた。
以降は運行日のみ氷川車庫へバスを取りに行き、運行後に返却する作業を繰り返してきた。しかしながら1967年（昭和42年）製の車両ということもあり、ハンドルやブレーキの操作が現在のバスより重く運転手に労力の負担がかかること、車両の老朽化や補修部品の製造中止、乗客の減少などのため運行終了が決定。ゴールデンウィーク最終日の2007年5月6日をもって運行終了となった。
2003年には国土交通省関東運輸局により「関東・乗合バス100選」に選出されている。
「夕やけ小やけ号」として以外は、1988年7月21日に「あきがわ号」として運行開始。また2007年11月10日〜23日の土曜・休日に奥多摩駅〜奥多摩湖間で運転された。そのほか、毎年11月に青梅市で開催される「青梅宿アートフェスティバル」のシャトルバスなどのイベント輸送や、ドラマやCMの撮影にも使用されることがあった。
運行終了後の車両は何らかの形で再活用が検討されていたが、2008年5月に八王子市が夕やけ小やけ号の車両を観光資源として活用したいと打診し、西東京バスがこれを快諾して市への寄贈が決定された。2009年に八王子市に寄贈され、同年10月30日に八王子市内を走るラストランが行われた。道の駅八王子滝山を起点に、秋川街道・陣馬街道を経由して「夕焼小焼」停留所まで運行した。市が運営する夕やけ小やけふれあいの里で常設展示され、市職員の手作りによる木製の屋根付き車庫に収められている。同年11月3日には「夕やけ小やけ号記念披露式典」が行われた。

### 運行区間
- 1982年 - 2006年
  - 京王八王子駅 - 八王子駅北口 - 夕焼小焼 - 陣馬高原下
- 2007年4月 - 5月
  - 京王八王子駅 - 八王子駅北口 - 夕焼小焼

### 専用車両
- いすゞBXD50型
  - 製造年：1967年（昭和42年）6月
  - ボディ架装：北村製作所
  - 前所有者：伊那バス
  - 社番：B001
  - 登録番号：多摩22か2379

専用の社番として「B001」が付与されている。ナンバープレートが「八王子」ではなく「多摩」である理由は、車両が登録された1982年当時は、八王子市も東京陸運事務所多摩支所（当時）の管轄で「多摩ナンバー」であり、まだ「八王子ナンバー」が交付されていなかったためである（1985年2月4日に東京陸運事務所八王子支所が開設され「八王子ナンバー」の交付が開始された）。2002年に西多摩郡奥多摩町の氷川車庫に転属したが、氷川車庫が所在する西多摩郡奥多摩町も同じ八王子自動車検査登録事務所の管轄であるため、転属後もナンバーは変更されず「多摩ナンバー」のままであった。

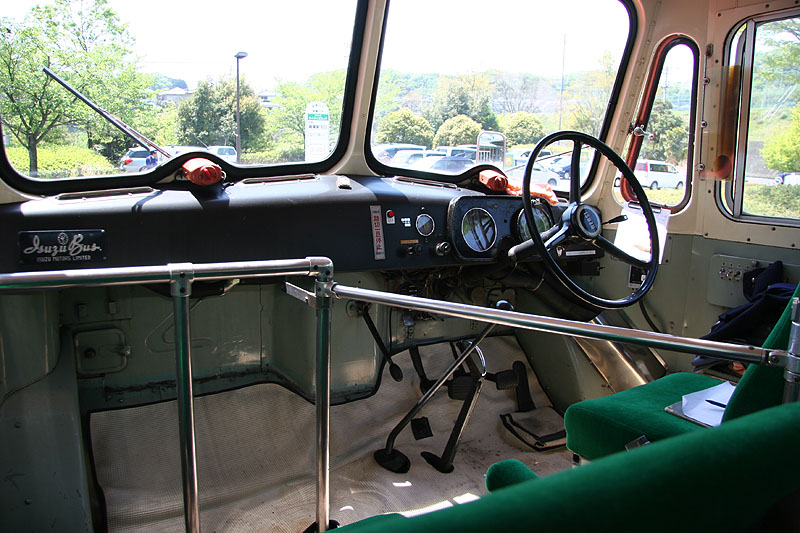
夕やけ小やけ号の運転席周り
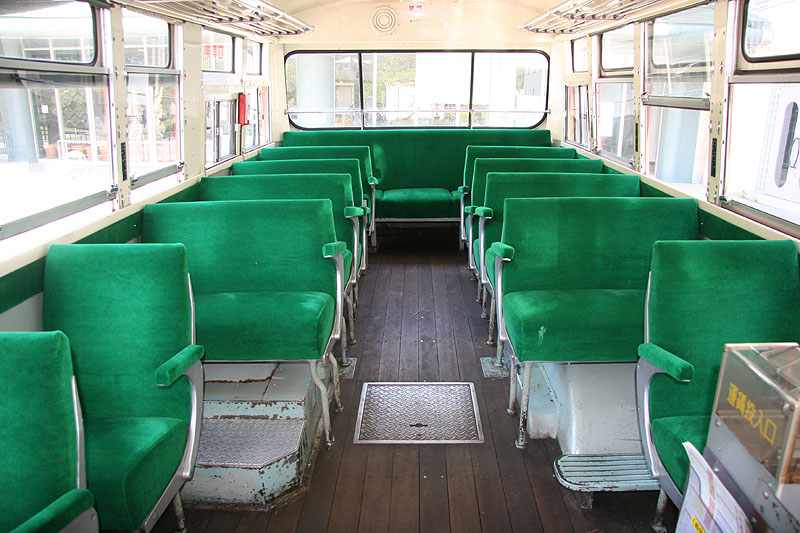
夕やけ小やけ号の車内
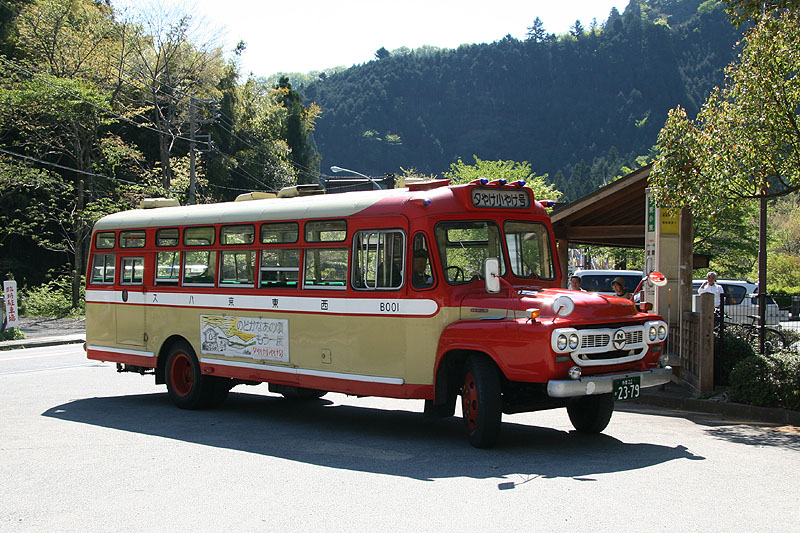
「夕焼小焼」バス停留所に停車中の夕やけ小やけ号
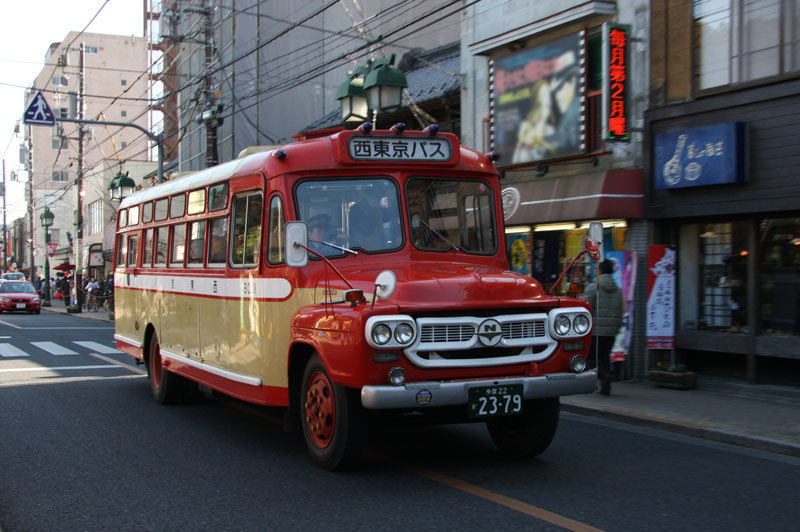
「青梅宿アートフェスティバル」シャトルバスとして旧青梅街道を走行する元夕やけ小やけ号

## 霊園・不動産事業
バス事業以外の主な付帯事業として、霊園事業が挙げられる。また、不動産業も手掛けている。前述のとおり、過去には旧本社ビル内でボウリング場を運営していた時期があった。
また、京王電鉄が宗教法人浄名院から募集業務を代行する霊園「上野さくら浄苑」（所在地：東京都台東区上野桜木2丁目）の募集代行業務を、京王電鉄からの業務委託という形で行っている。

### 八王子上川霊園
八王子市上川町にある八王子上川霊園の販売代行を行っており、同園墓地の購入により京王グループ共通ポイントサービスのポイントが付加される。上川霊園には劇作家の菊田一夫ら著名人の墓がある。
概要（八王子上川霊園チラシより抜粋）
- 所在地：東京都八王子市上川町1520
- 開園：1972年（昭和47年）
- 総面積：約210,000m2
- 総区画数：15,000区画
- 宗教：自由
- 施設：管理事務所、休憩ロビー、法要室、会食堂、売店他

## その他

### 運賃・乗降方式
- 中乗り前降り運賃後払い式で、乗車時には整理券を取るか、ICカードを読み取り機にタッチする。ICカードでタッチする際、読み取り機に表示されている定期券の有効期限（IC金額定期券の場合）、ICカードのSF残額、整理券番号をあらかじめ確認する。降車時に車内の運賃表示機で整理券番号と運賃を確認して、現金、回数券と整理券は運賃箱に入れ、ICカードは読み取り機にタッチして支払う（残額不足時等は車内で千円札利用によりチャージすることが可能）。シルバーパス、区間式定期券利用の場合は整理券を運賃箱に入れるとともに、乗務員に券面をはっきりと見せる。
- 各営業所・案内所で通勤定期券・通学定期券・回数券も発売されている。なお、一日乗車券は発売されていない。
- 京王グループのバス会社であるが、京王バス金額式IC定期券「モットクパス」には対応していない。2013年4月1日より、ICカードに定期券情報を書き込むことで西東京バスの一般路線が利用できる「IC金額定期券」を発売開始した[89]これは京王電鉄バスが発売する金額式IC定期券「モットクパス」に相当するもの。高速乗合バス、空港連絡バス、深夜急行バス、通勤高速バス、コミュニティバスは利用できない[90]。
- 記名式PASMOと京王パスポートカードを紐付けることで「京王PAS×PASポイントサービス」が利用でき、西東京バスの乗車でも京王パスポートポイントが貯まる[91]。

### キャラクター

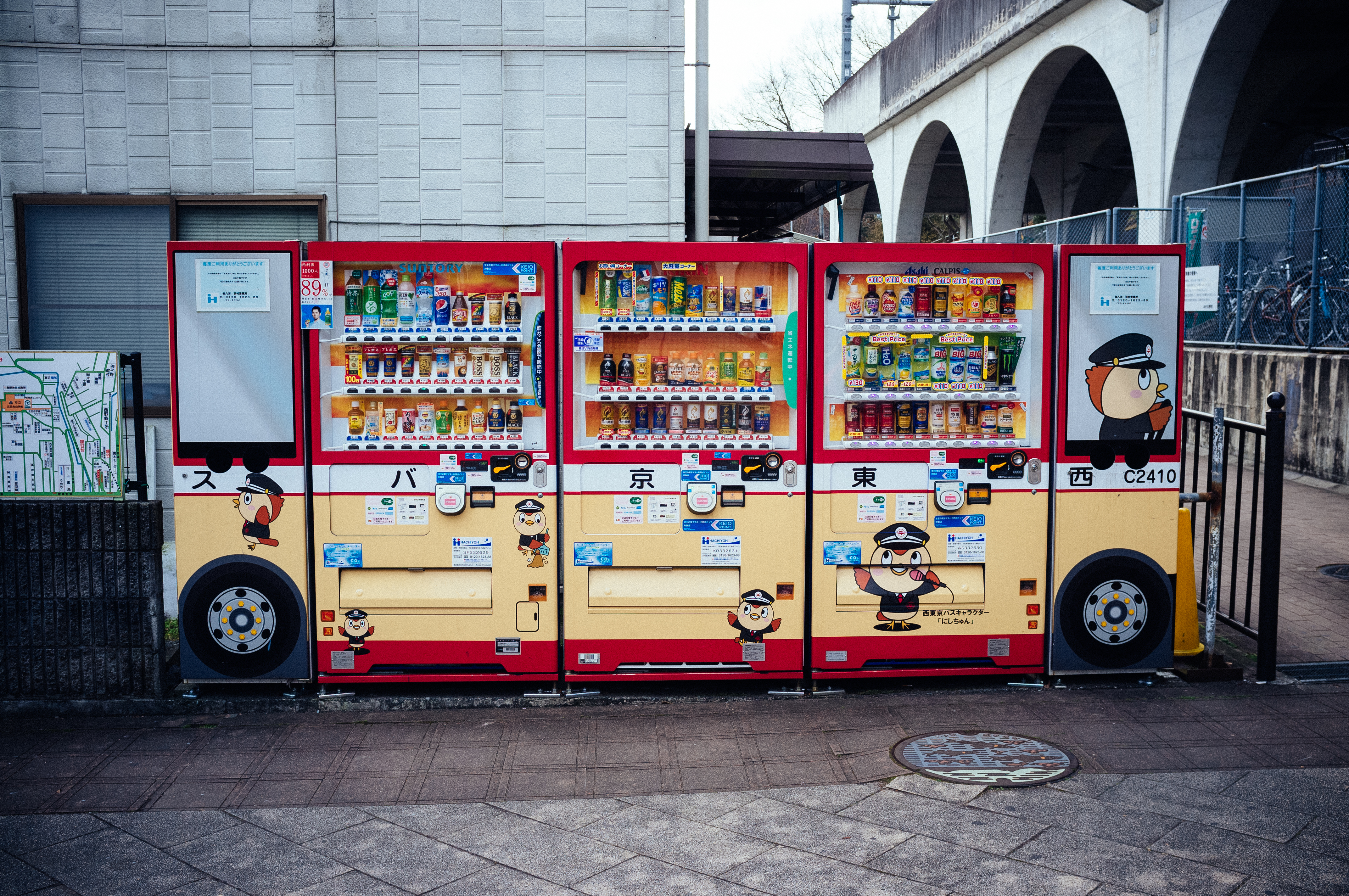
「にしちゅんバス」を模した飲料の自動販売機

2013年に50周年記念事業の一環として、オリジナルキャラクターが制作された。このキャラクターは女性社員が描いたスズメをモチーフにしたデザインを基に、会社のロゴが入った制帽と制服を身に着け、片手にはアナウンスをするためのマイクも持つ。愛称は一般公募され、西東京バスの「にし」と、キャラクターの鳴き声を彷彿とさせる「ちゅん」を組み合わせた「にしちゅん」に決定した。着ぐるみの形で様々なイベントに参加して西東京バスをPRしている。
高速バス情報サイト「バスとりっぷ」を運営するLCLが開催した、全国のバス会社のマスコットキャラクターからNo.1を決める「第1回バスキャラ選手権」に参加し、2017年6月20日に投票結果が発表され、参加12体中で1位を獲得した。2014年度のゆるキャラグランプリでもバス会社としては1位になっている。

### 乗客と乗務員確保の対策
西東京バスの運行エリアである多摩西部地区では、都心部に比べモータリゼーションと過疎化、少子化・高齢化が進み、バス路線の維持とバス乗務員の確保が困難になりつつある。このため地域住民を子供のうちからバス利用者として育成するとともに、普通免許、準中型免許取得前の高卒新卒者をバス乗務員見習として採用するなど、乗客および乗務員の双方の確保に積極的な方策をとっている。
まずは地域の小学校や保育園・幼稚園で、定期的に「バスの乗り方教室」を開催する。その際には前述のマスコットキャラクター「にしちゅん」が登場し、可愛いキャラクターと遊びながらバスに親しみ乗ることに慣れてもらう。にしちゅんの着ぐるみは子供たちに人気を博している。
次は地域の小学生・中学生を対象に、職業体験としてバスの仕事に触れてもらう。小学生を対象とした京王グループの「京王キッズおしごと隊」や、また五日市営業所が所在するあきる野市の公立中学校では職場体験の受け入れを継続して行っており、地域の中学生に進路の選択肢のひとつとしてバス乗務員を考えてもらう。
そして深刻化するバス運転士不足に対応するため、2009年度よりバス業界ではいち早く高卒新卒者のバス運転士見習採用を開始した。同業他社で行われている養成制度は普通免許、または準中型免許がなければ応募できないが、この制度では高校生が卒業後すぐに入社でき、その後は各自で普通免許、または、準中型免許を取得するとともに、大型二種免許を取得可能な年齢になるまで案内業務や事務などの補助作業に従事しながら、3年かけてバス運転士を育成するというものである。社員寮があるため地域の高校生だけでなく遠方からの応募もある。
またこの他に、運転士確保の困難な檜原村では居住者および移住者の限定採用も行っている。

### 不祥事
- 羽村市コミュニティバス「はむらん」での交通違反
  - 2022年12月16日金曜日の16時25分頃、東京都羽村市のコミュニティバス「はむらん」が危険運転を行ったとする動画が拡散され、運行を行っていた西東京バスが謝罪を行った。内容は「はむらん」小作コースのバスが左折車により渋滞していた交差点において、路面標示で直進または左折用と表示された車線ではなく、渋滞していない右折用車線から交差点に進入したまま交差点内を直進いたというものであり、西東京バスは事実を確認した上で所管警察署に報告を行い、全運転手に対して点呼時に交通法規を遵守する事を指導するなど再発防止策を徹底するとした[101]。また、コミュニティバスを運行委託している羽村市は、当該事案について西東京バスに対し厳重注意を行い、再発防止を要請した[102]。